# 水手领

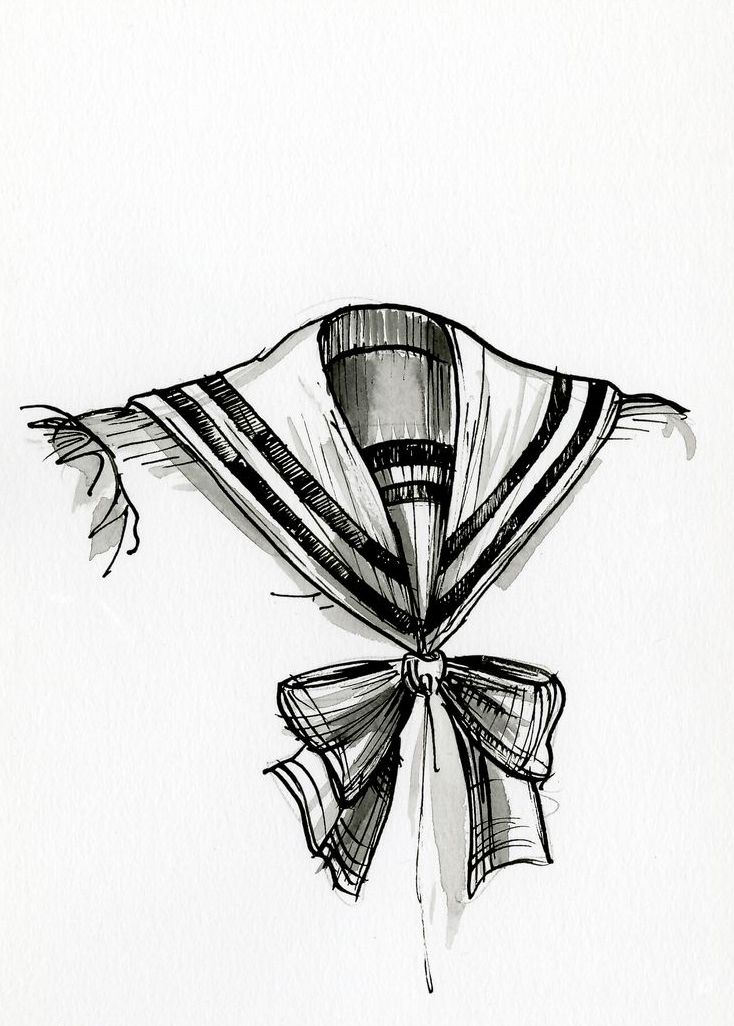
水手领素描示意图，带有领结和遮胸布。

水手领（英語：Sailor collar），也称为海军领（英語：Middy collar），是传统水手服一部分的衣领类型。衣领的折叠边缘像两个三角形一样位于肩膀上，在背面形成一个长方形；领口在前面显示为深V领，胸前通常有倒三角形的遮胸布（又称“胸挡”，用于防止走光和美观）。
有单独的水手领（例如可以穿在背心上方）和一体式衣领，传统的水手领通常用装饰绳完成。

## 起源
水手领起源于普鲁士海军，水手们在肩膀上披着一条毛巾，以保护他们的水手服免受经常打结的头发弄脏的影响。这可能并不是真的，因为当水手领出现时，水手已经不再留辫子。至今仍未清楚水手领的具体由来。

## 时尚史
水手服在19世纪中叶成为儿童流行的服装。女孩也穿有配套领口的水手连衣裙。之后水手服陆续出现在亚洲各国的校服中，其中日本的校服是最著名的例子。
尽管全套水手服从未进入成年男性或女性的时尚界，但水手服和水手领确实在20世纪进入了成衣和高级时装界。

## 种类

### 领型

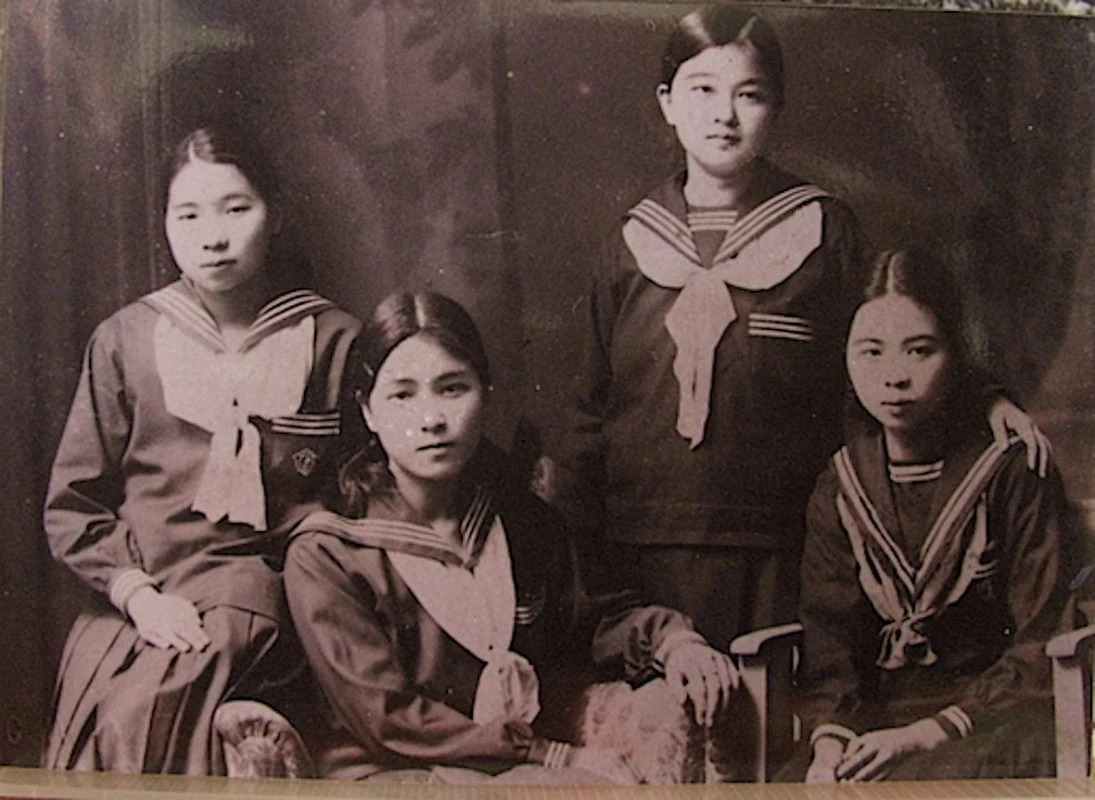
日据台湾四位女画家的合照。照片中林阿琴和邱金蓮身穿札幌领，陳雪君穿关东领，彭蓉妹穿关西领。

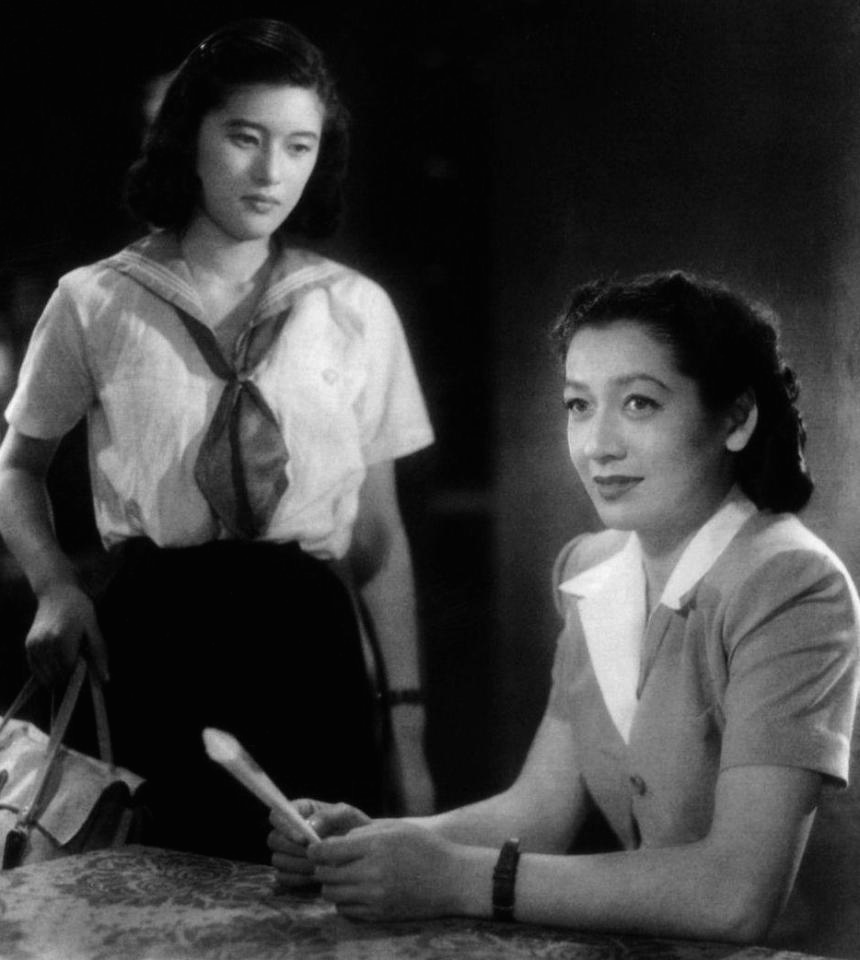
1949年电影《青色山脉》剧照，杉葉子所穿的水手服为关东领，其胸前的遮胸布已经拆卸。

水手领在日本根据其领口长度（由高到低）划分为四种领型：札幌领、关东领、关西领和名古屋领，皆以所在流行地区命名。

#### 札幌领
札幌领（日语：／ Sapporo eri）多见于札幌市及周边地区。领口至锁骨位置，领边有弧度；因领口位置高，一般没有遮胸布。

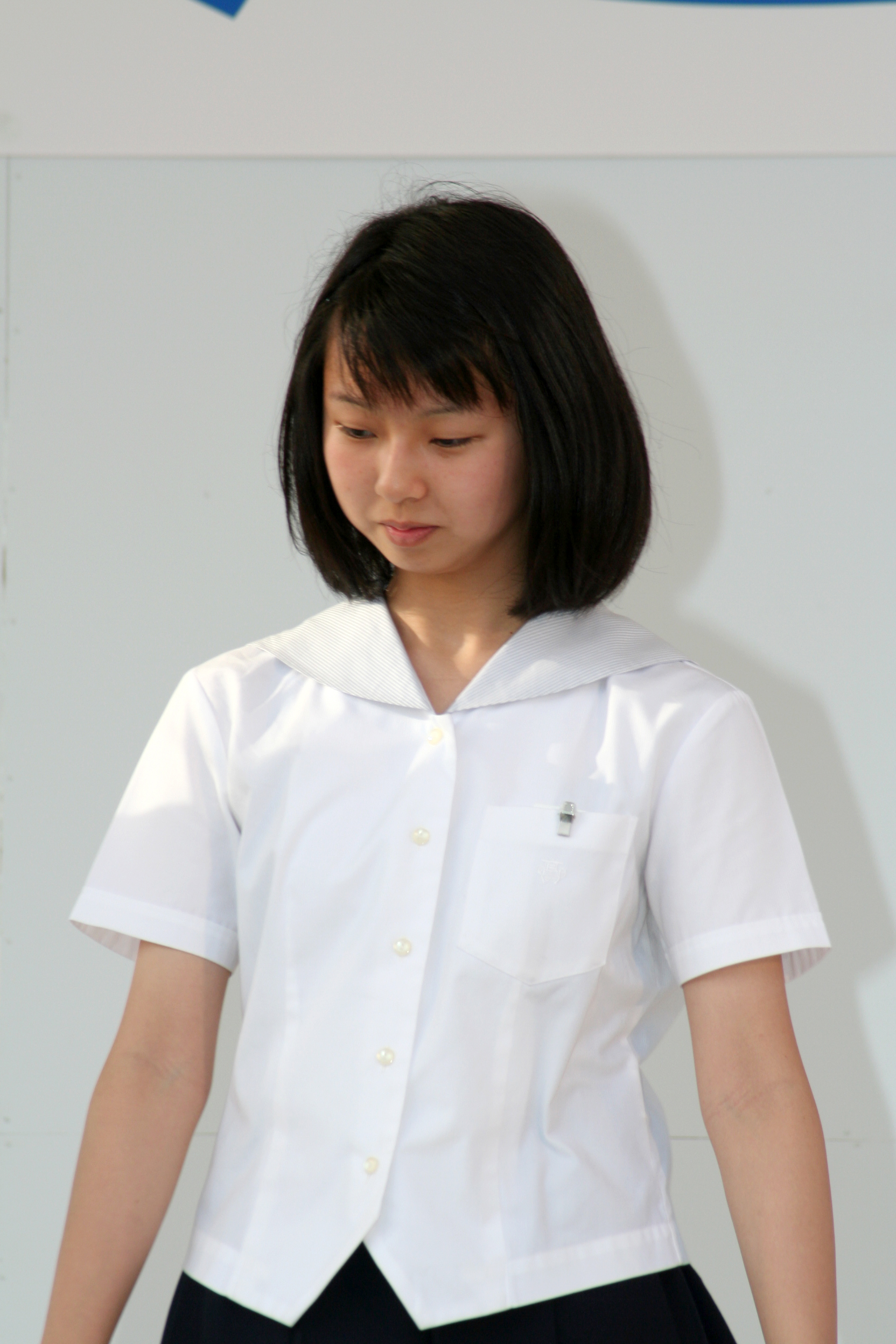
兵庫縣立姬路飾西高等學校（日语：兵庫県立姫路飾西高等学校）的夏季制服
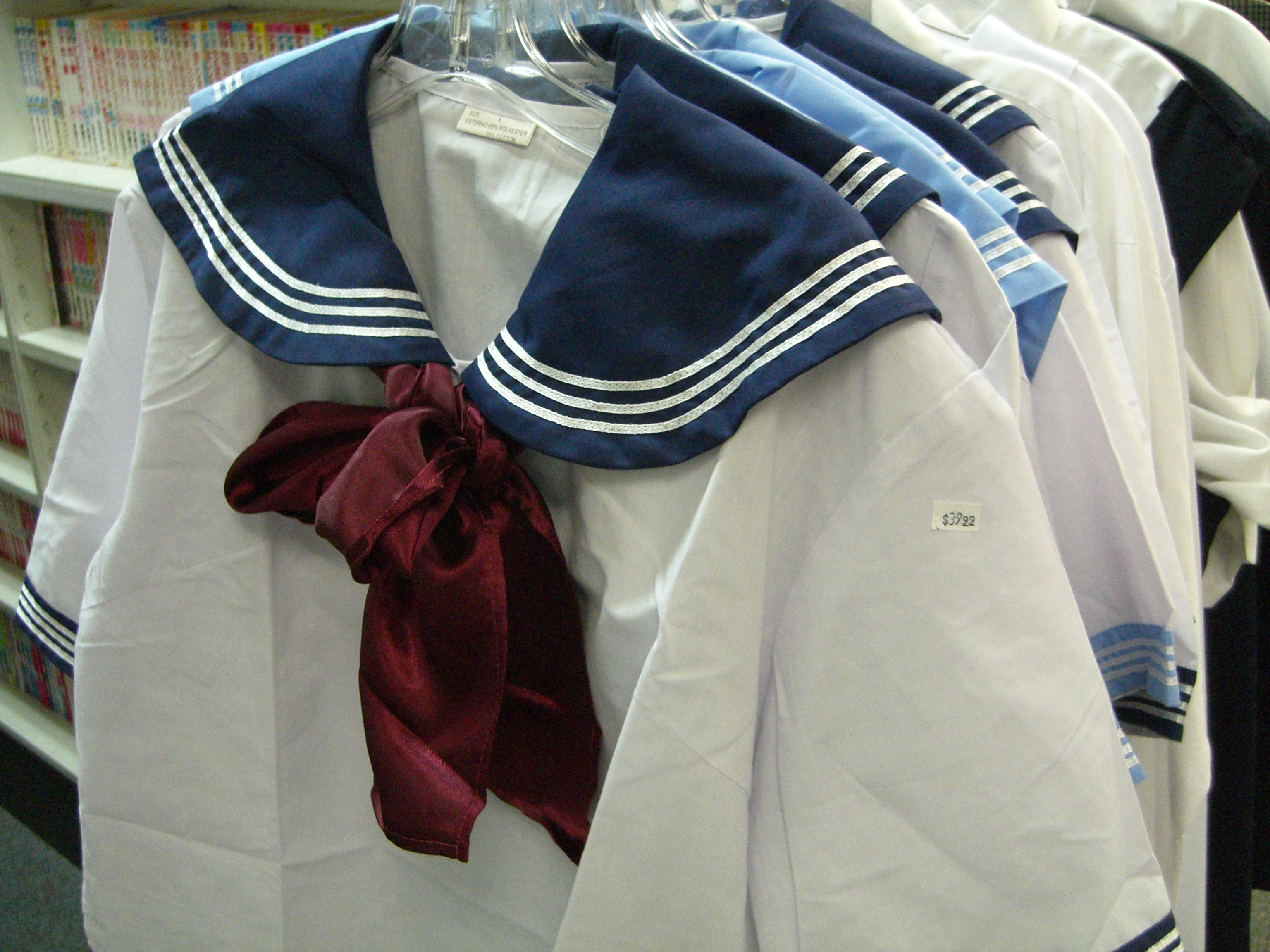
一件三本线札幌领衬衫
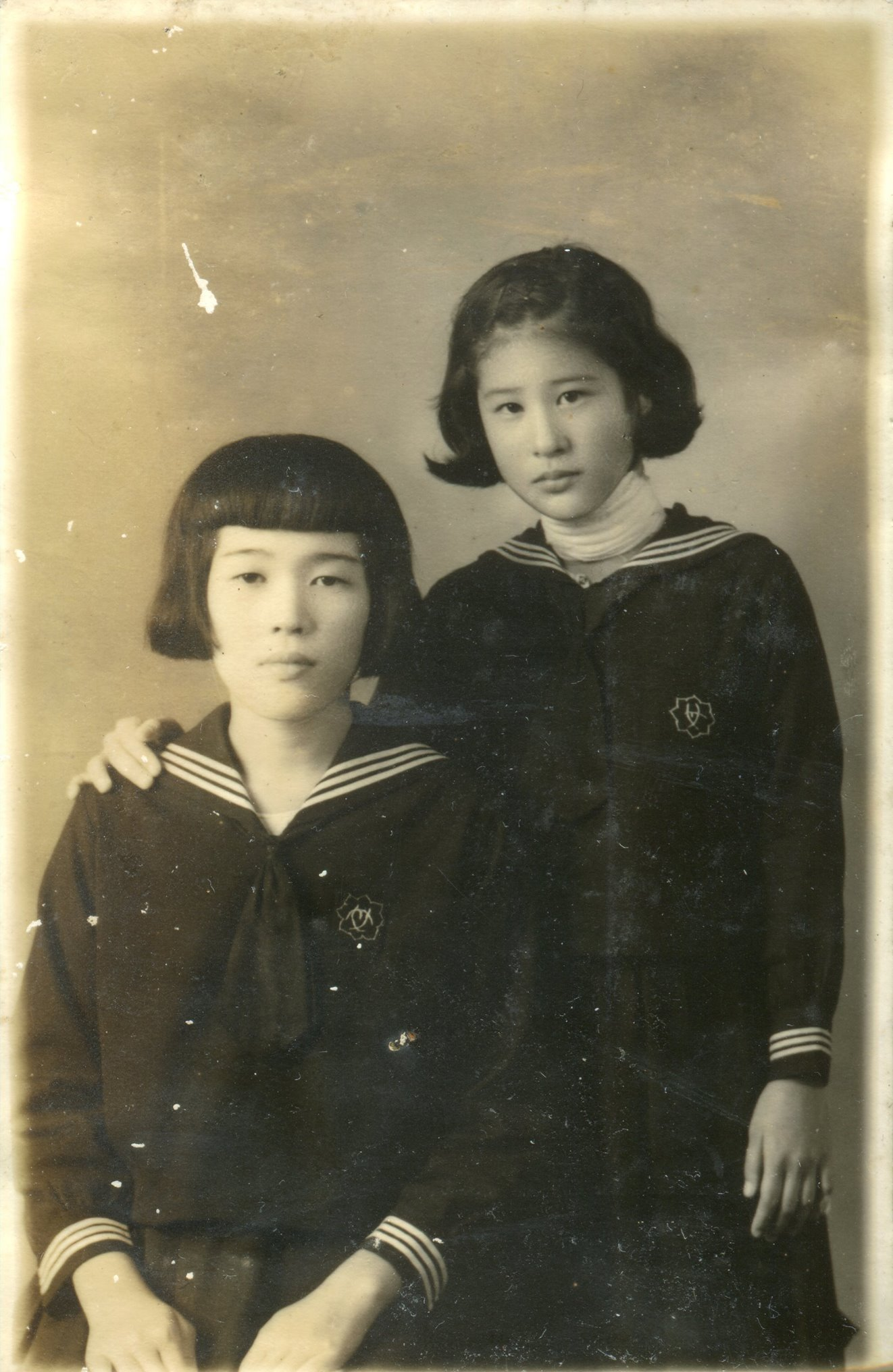
身穿札幌领制服的新竹高等女學校學生
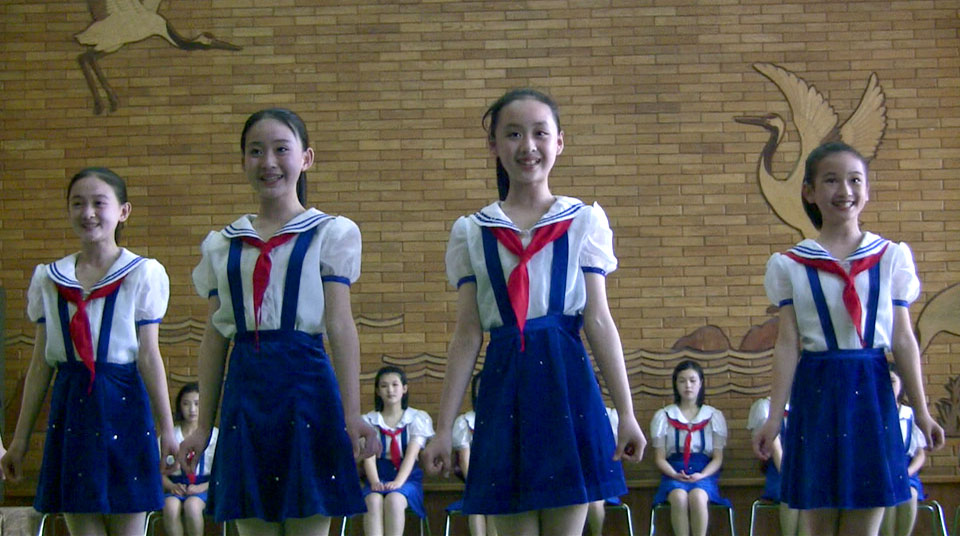
朝鲜萬景台學生少年宮穿札幌领校服的女学生

#### 关东领
关东领（日语：／ Kantō eri）多见于关东地方。领口至胸部以上，领边无弧度，位置与口袋齐平；遮胸布可拆卸。

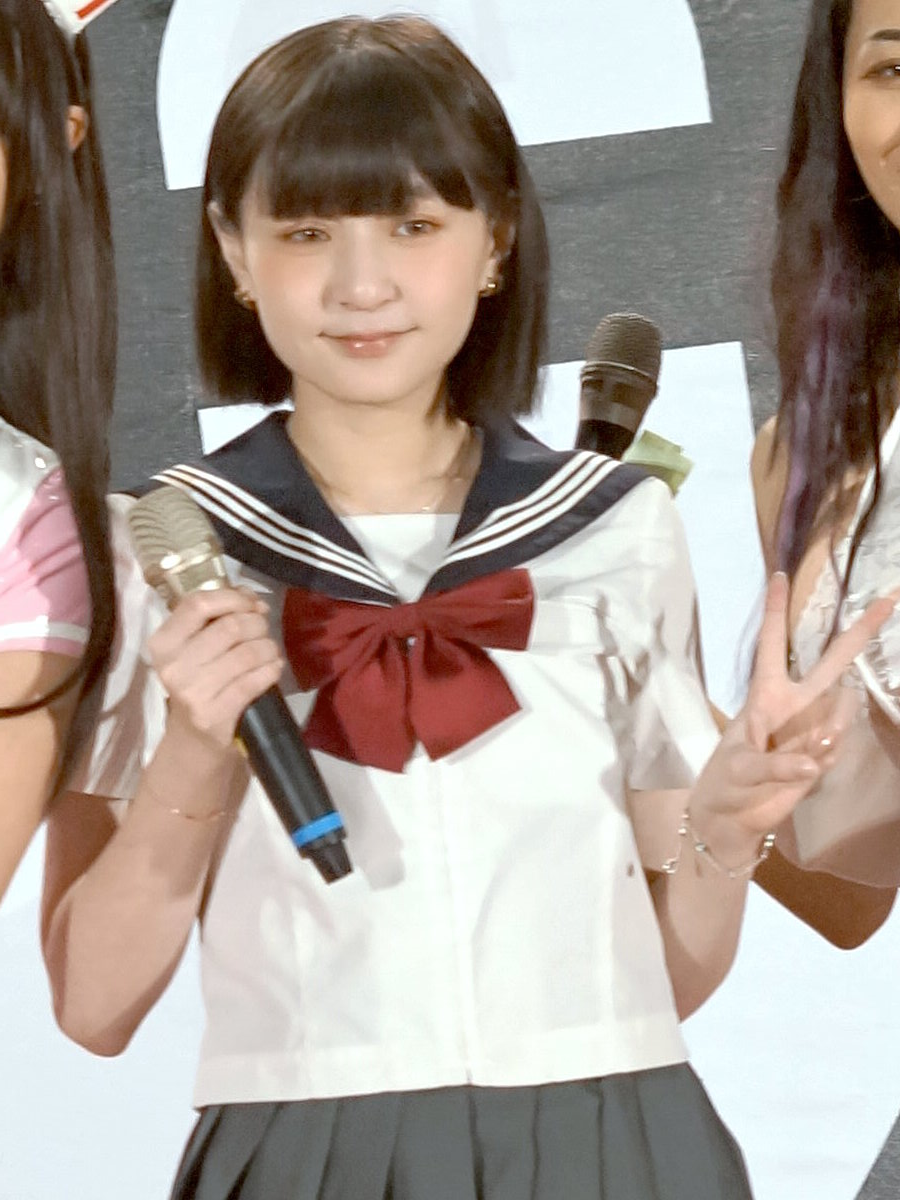
身穿关东领水手服的江佑真
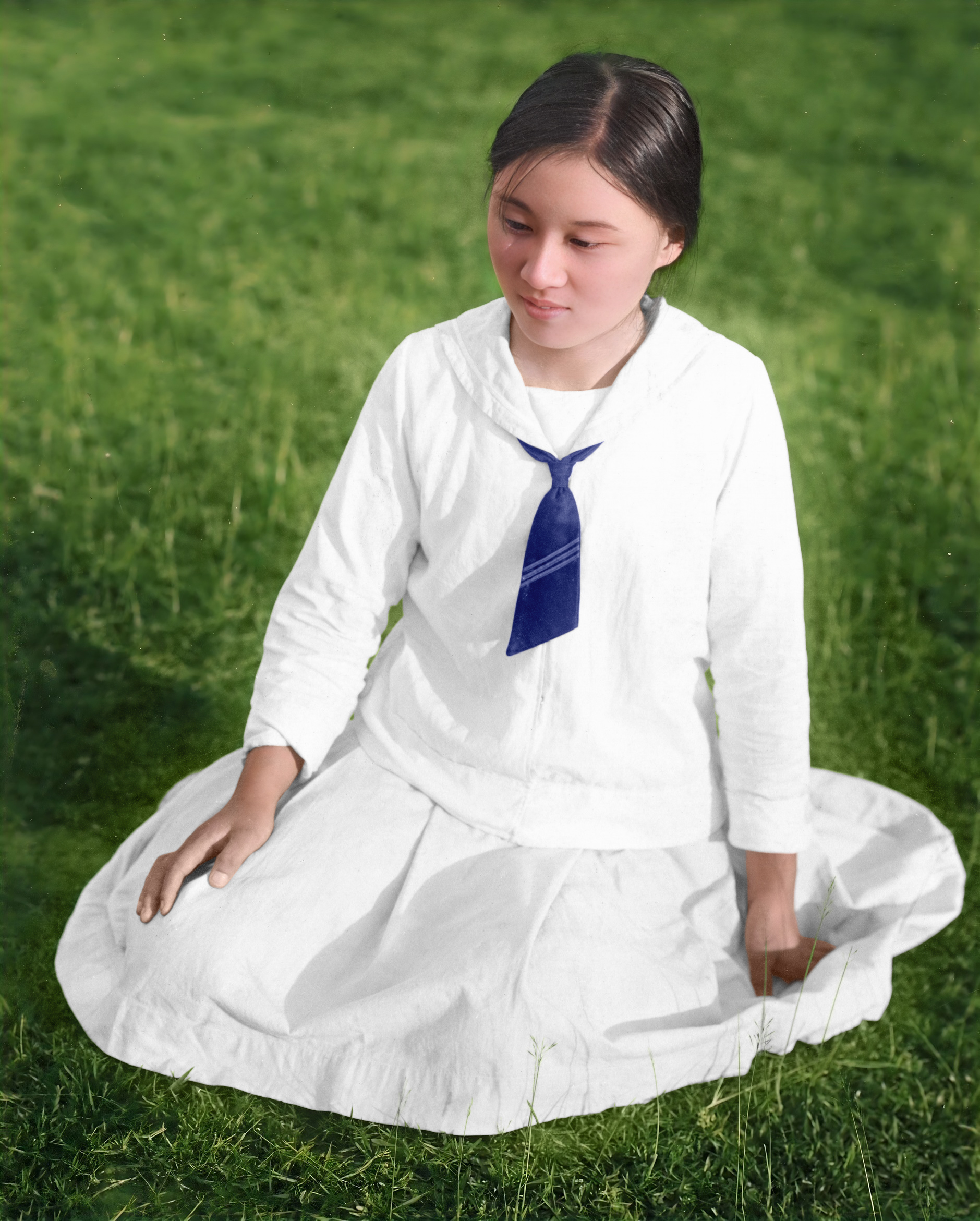
台湾摄影家彭瑞麟的妻子吕玉叶身穿白色水手服
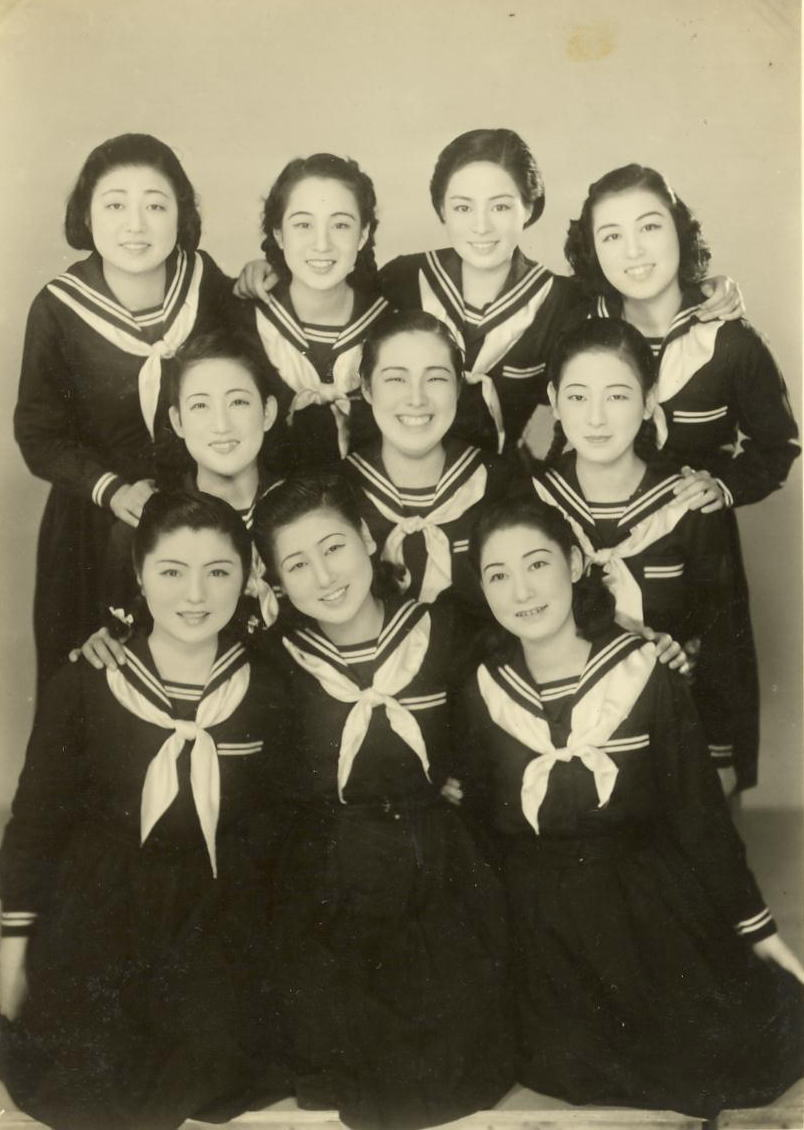
1941年宝塚歌劇团团员合照
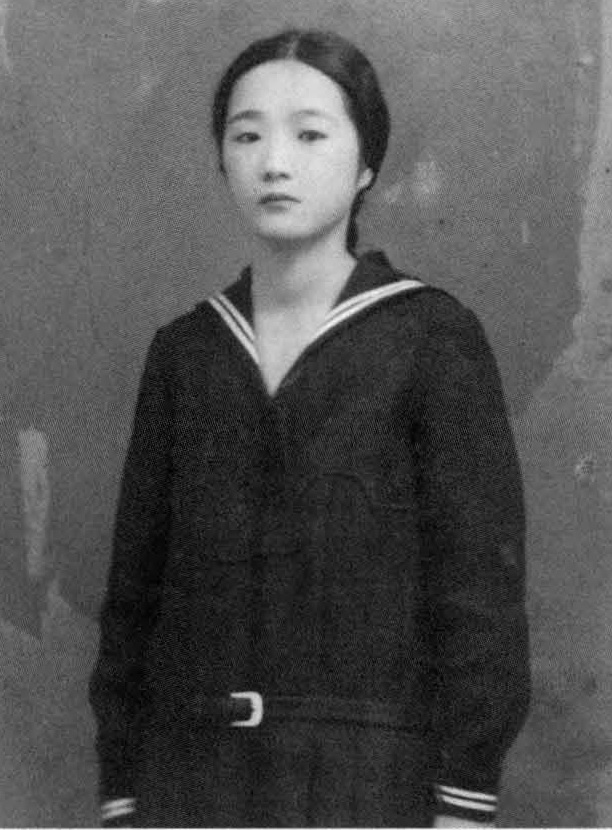
无遮胸布的关东领
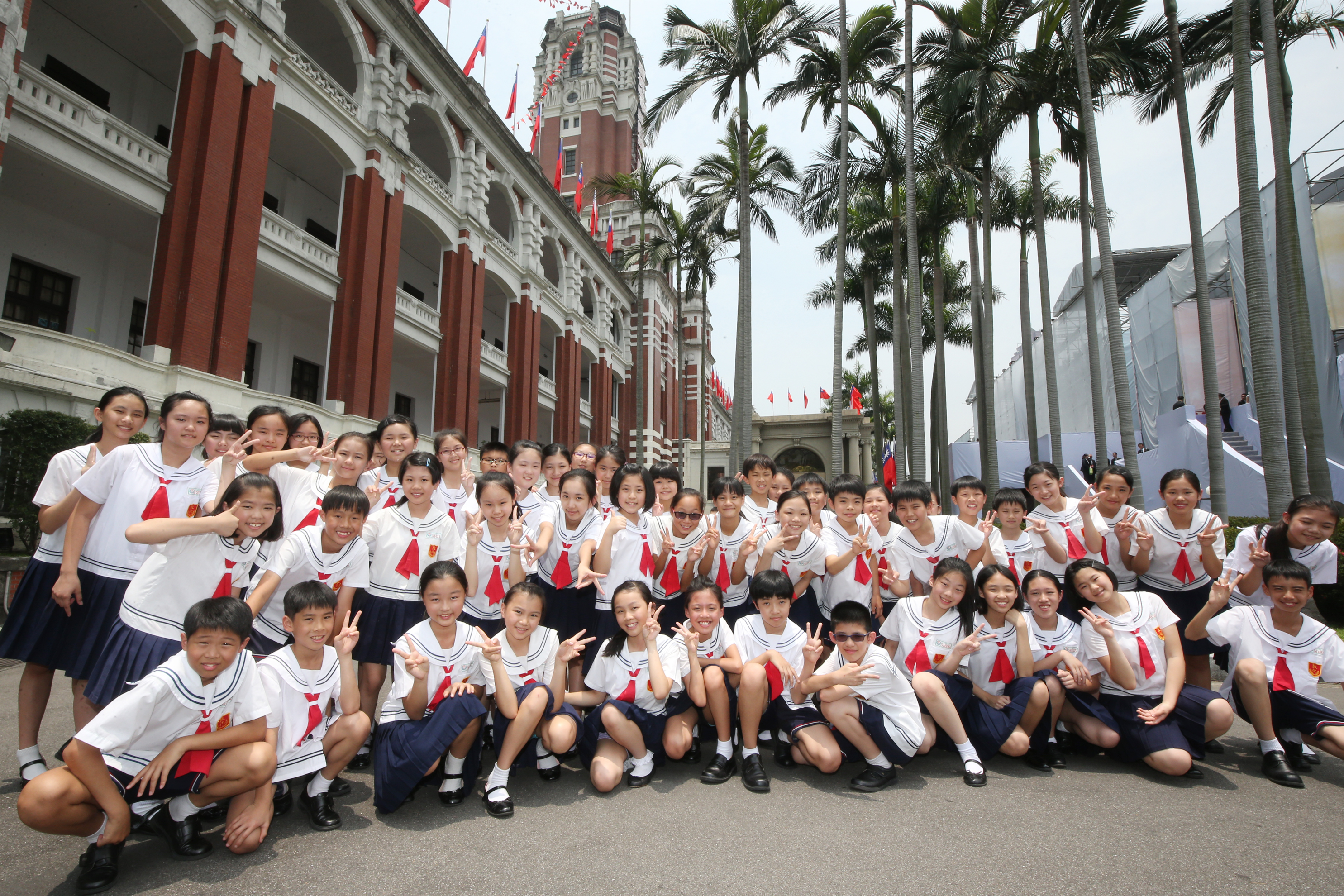
台湾台北市敦化国小的制服，为白色绀二本关东领。

#### 关西领
关西领（日语：／ Kansai eri）多见于关西地方。领口至胸口处，领边无弧度，位置于口袋中间；遮胸布不可拆卸。

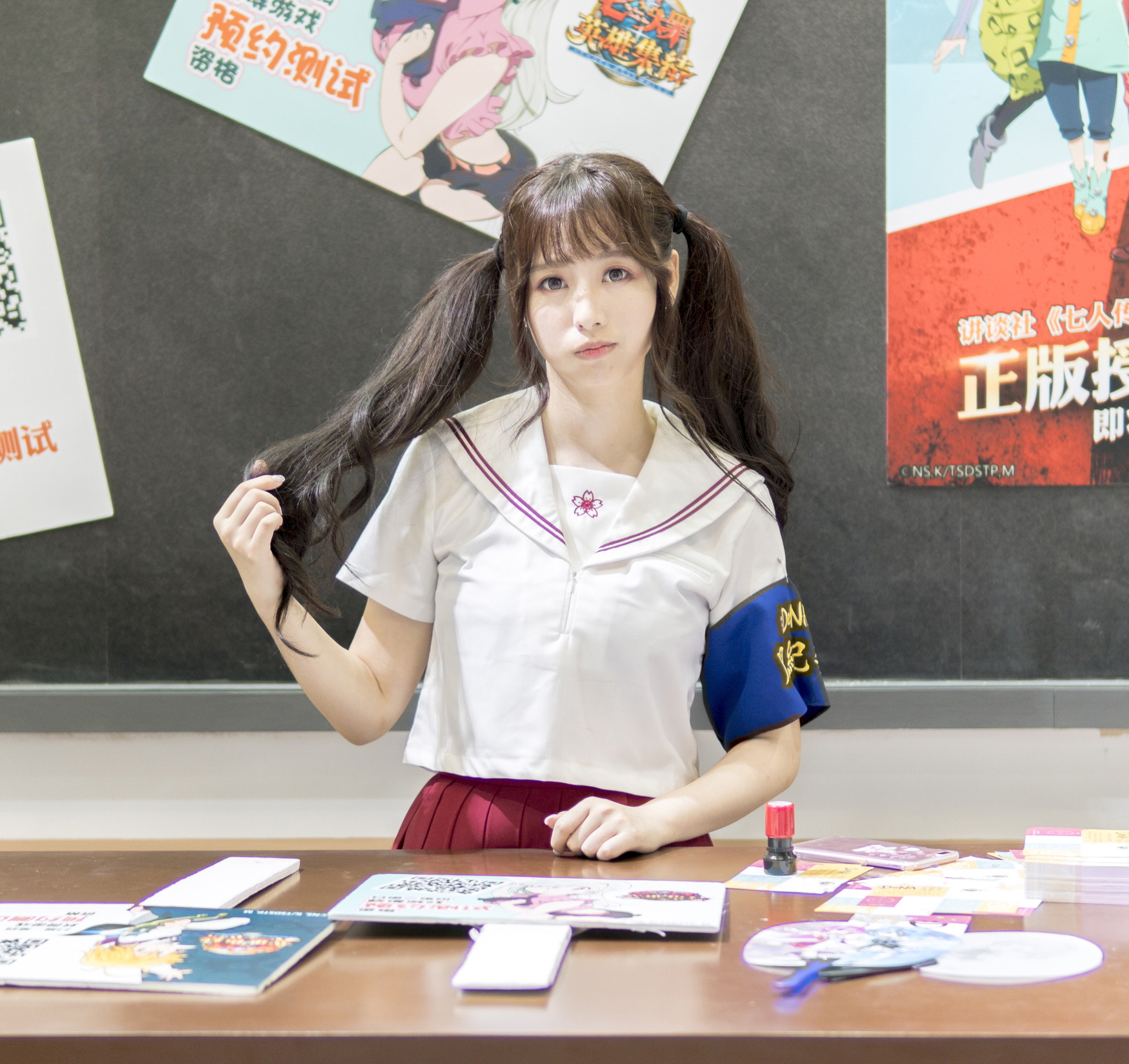
2017年ChinaJoy的女模特，所穿制服为关西领。
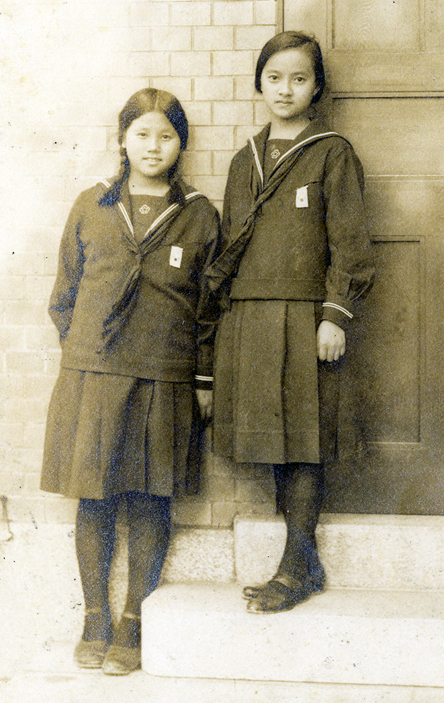
高慈美與其同學，所穿制服为关西领。

#### 名古屋领
名古屋领（日语：／ Nagoya eri）多见于名古屋市及周边地区。领口至胸部以下，领边无弧度，位置于口袋下；遮胸布不可拆卸。

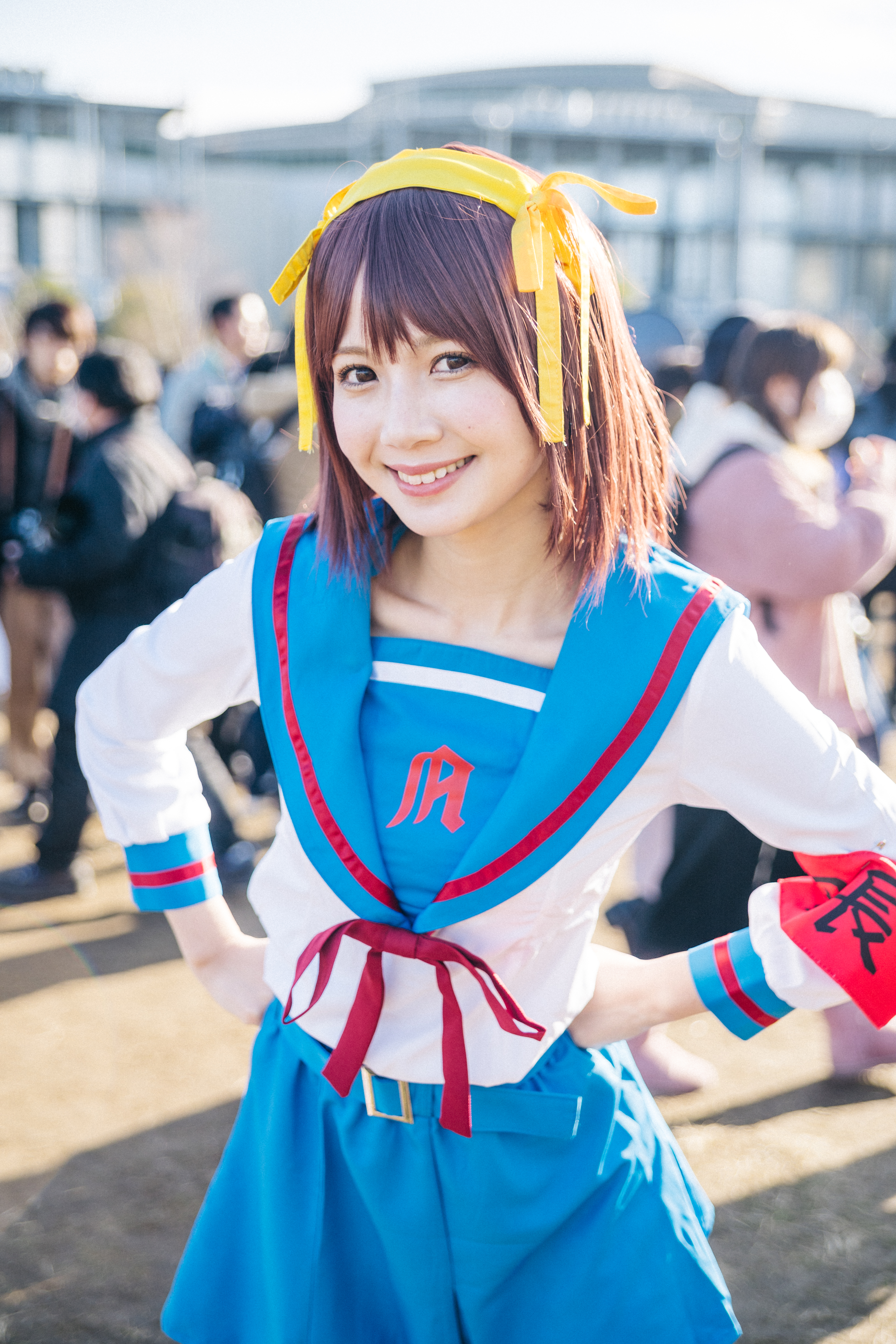
凉宫春日的Cosplay，所穿的服装为名古屋领。
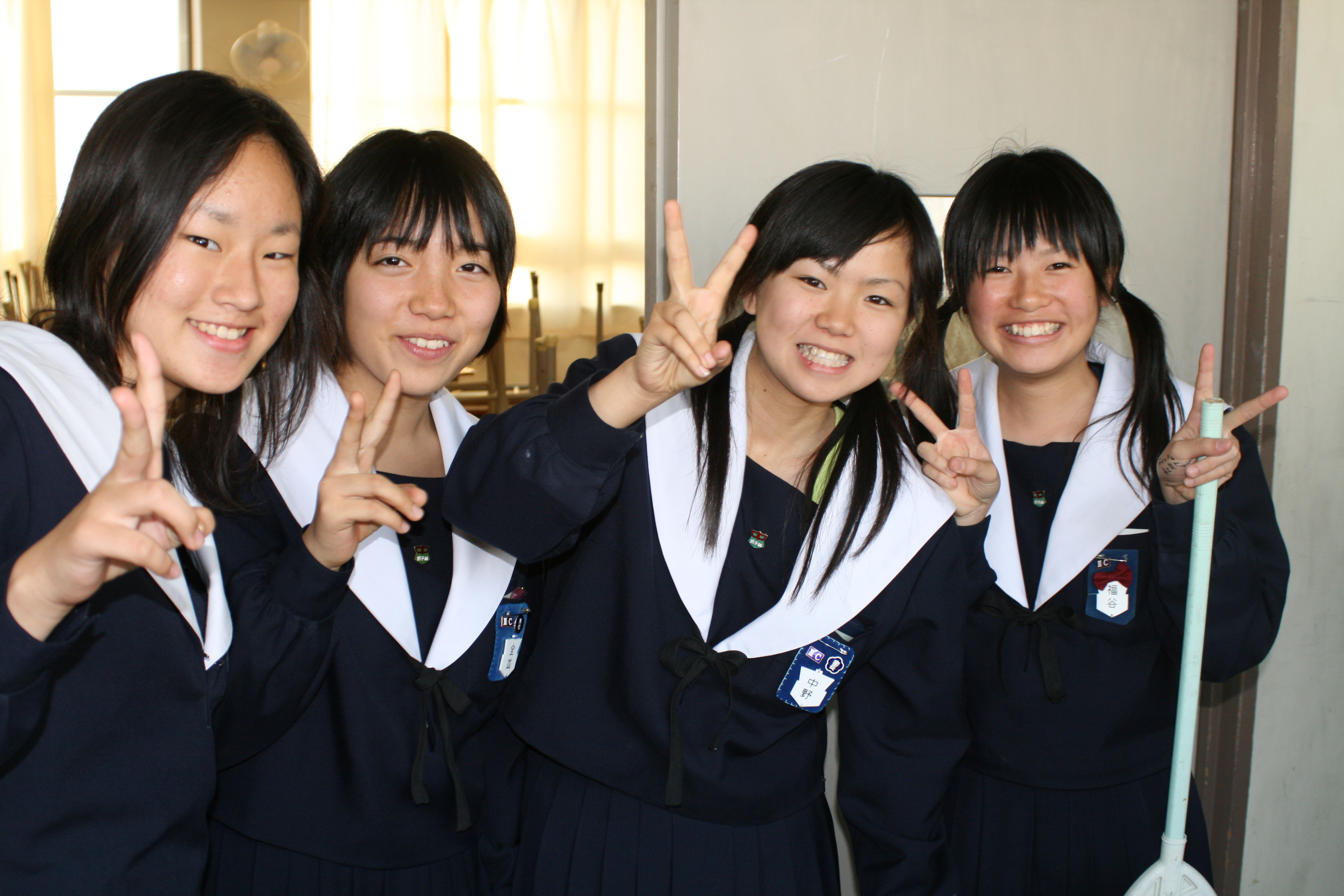
名古屋领的黑白配色制服

#### 变形领
变形领（日语：／ Henkei eri），又称“次文化领”，为多边形水手领的通称，后领非长方形亦可归于此类。变形领不属于上述四种领型的任何一种，但在ACGN作品以及女性时装设计中常见。
1987年，中国中央电视台春晚的一段中学生服装表演也曾展示过变形领时装。

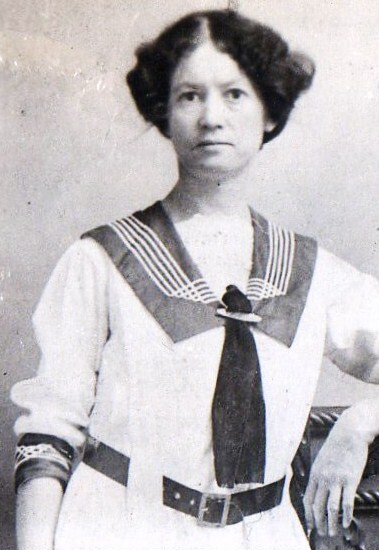
1914年的变形领女装
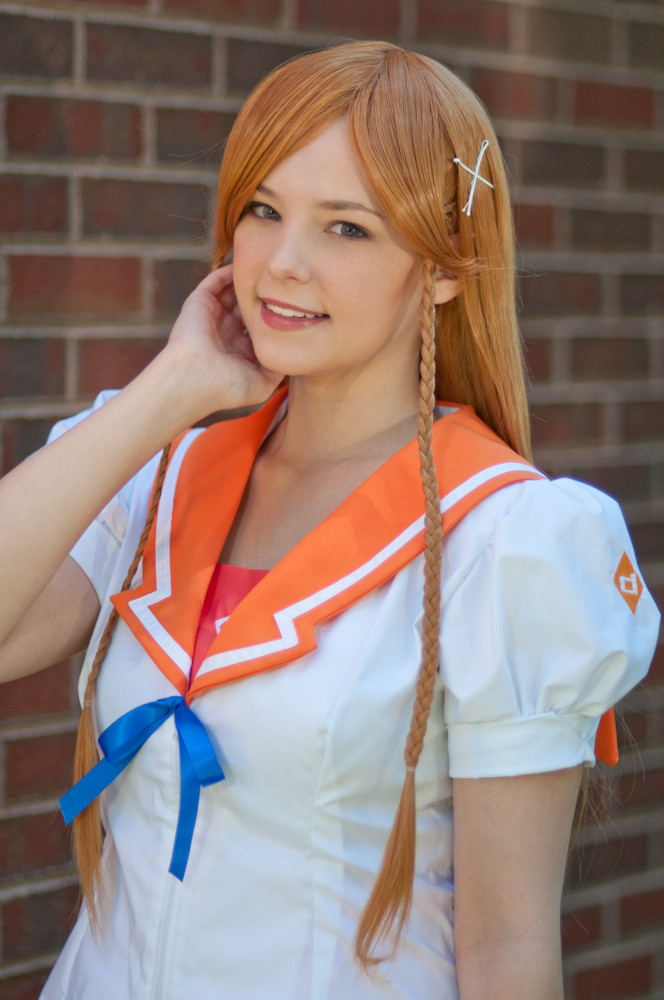
另一种变形领

#### 交叉领
交叉领为水手领的领口像西装外套一样交叉设计，但比较少见。

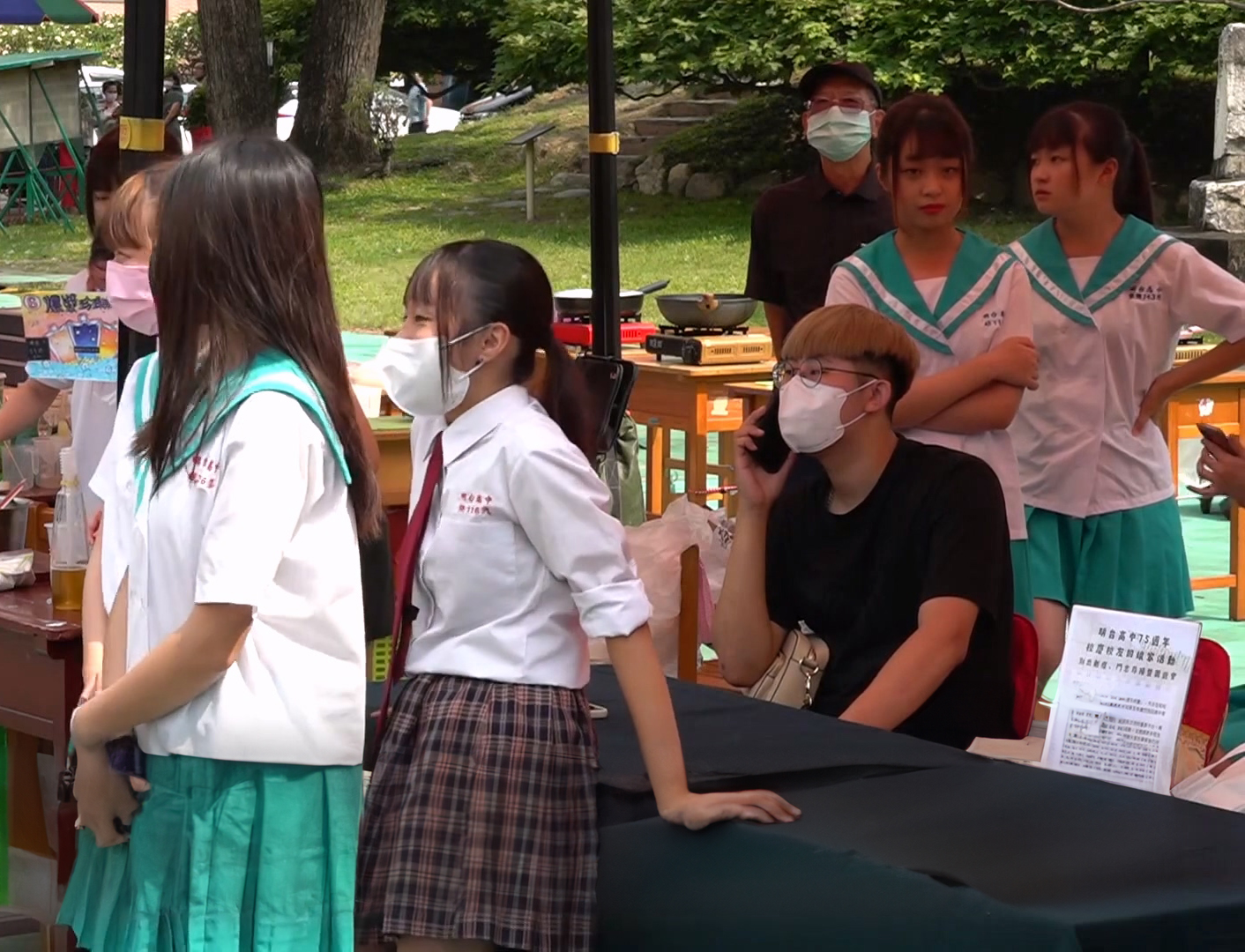
臺中市私立明台高級中學的女生制服
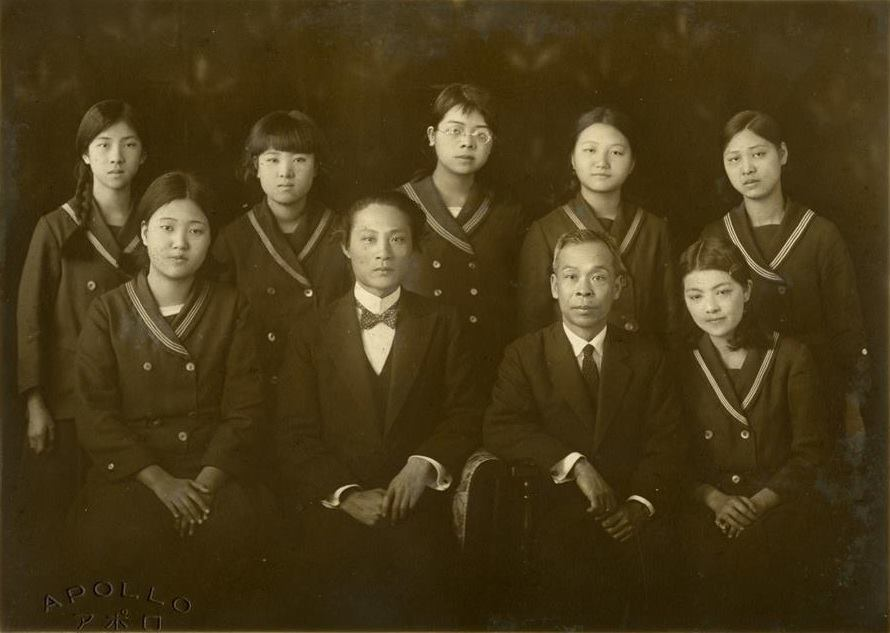
臺北州立第一高等女學校的制服

### 领线
领线为水手领上的装饰，根据线条数量为一本线、二本线、三本线、四本线（较罕见）和无本（无领线）。另有子母线（类似二本线，但一粗一细）、交叉线（衣领背面设计成领线交叉）、蛇腹线（打圈）等设计。

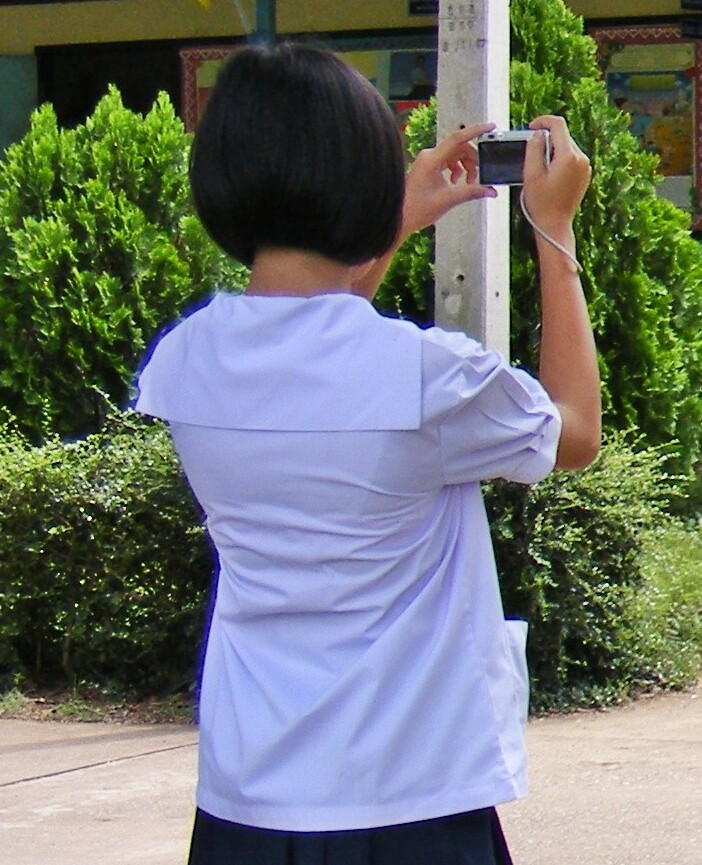
无领线（泰国校服（英语：School uniforms in Thailand））
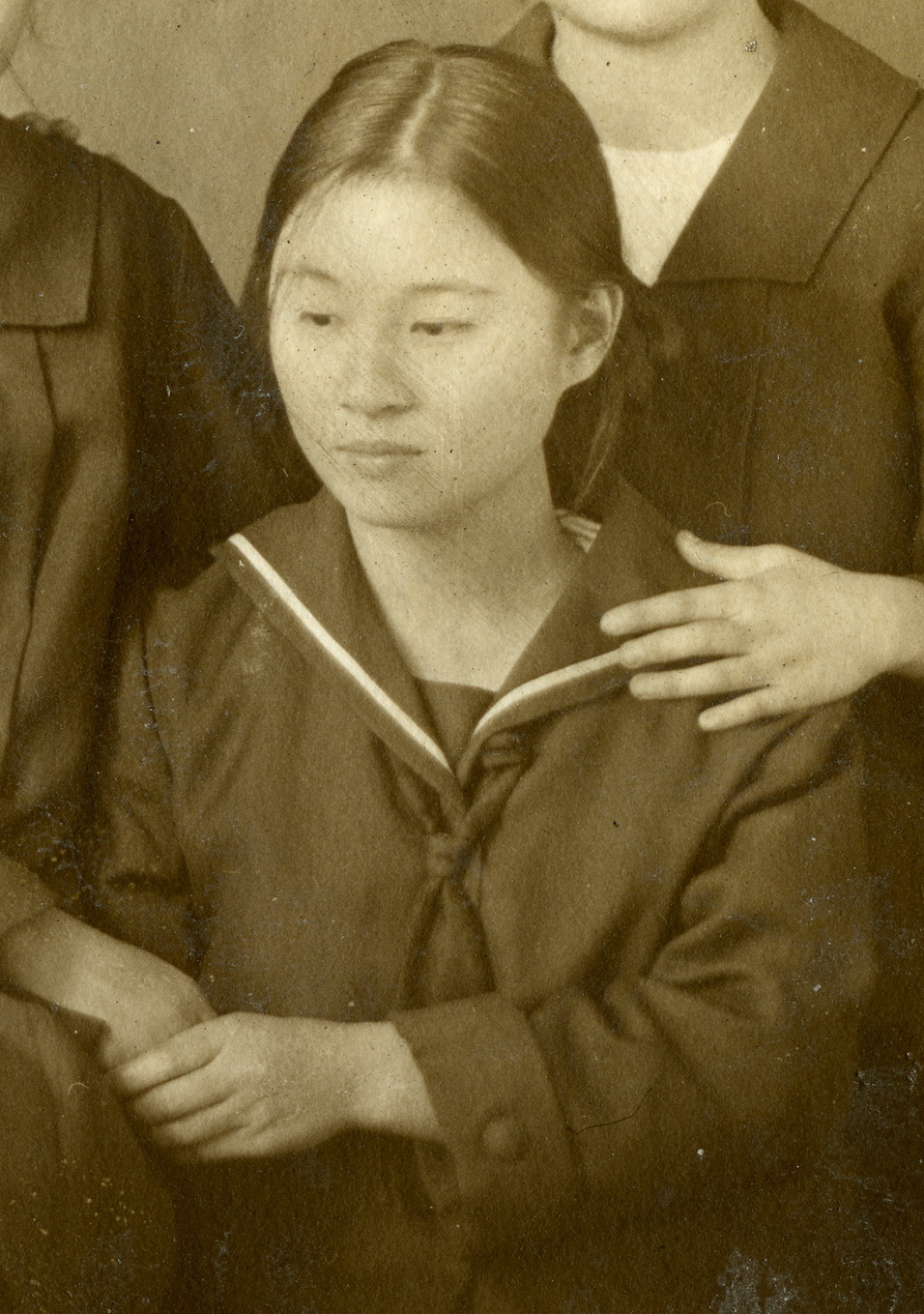
一本线
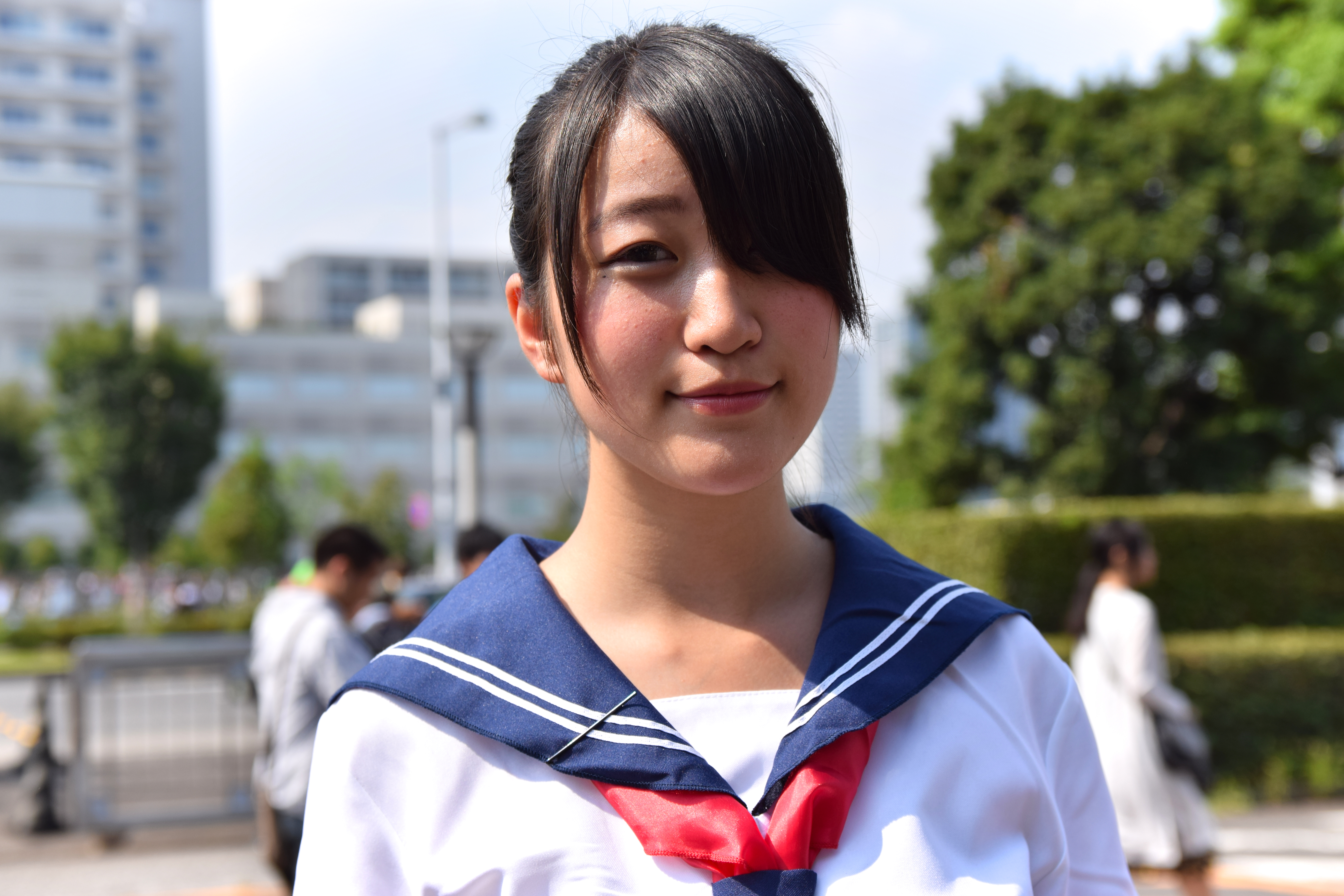
二本线
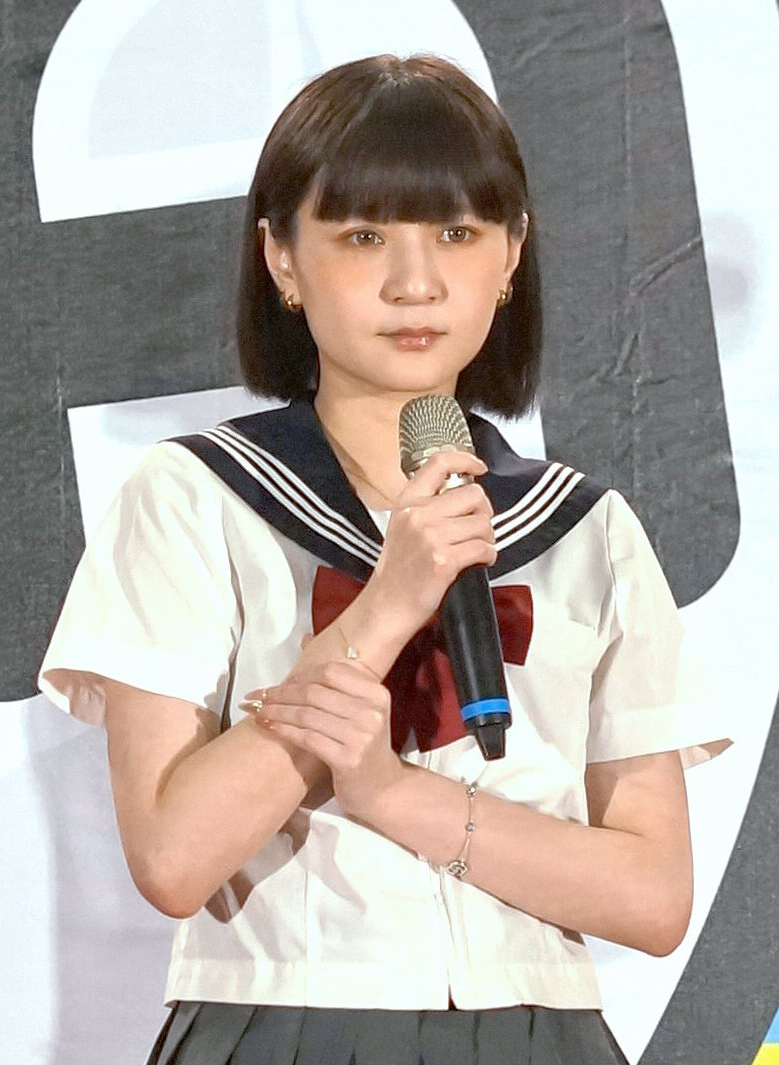
三本线
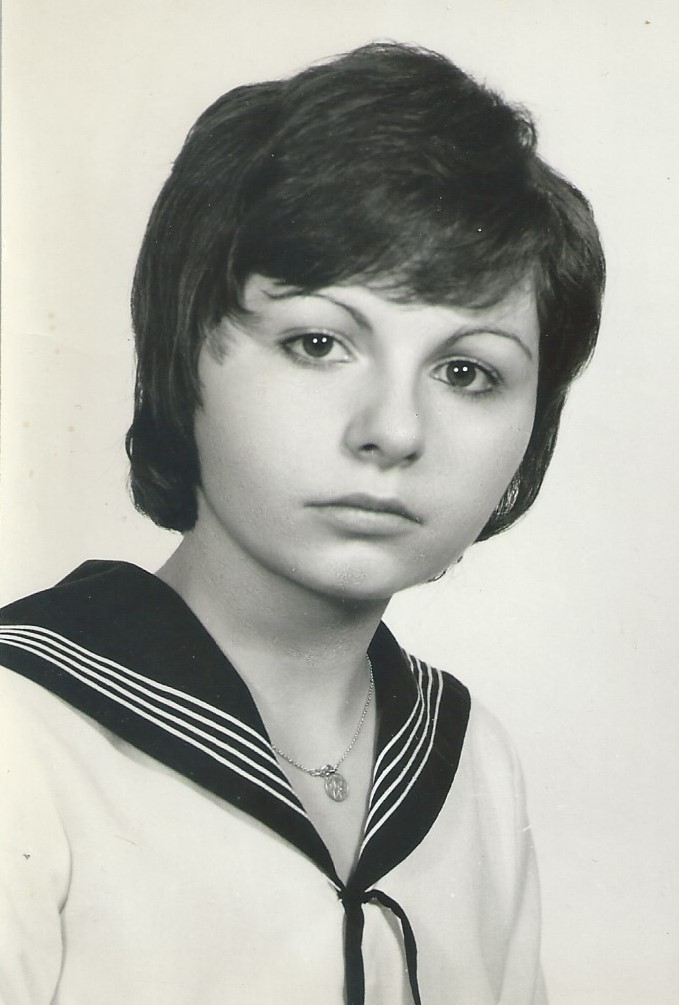
四本线
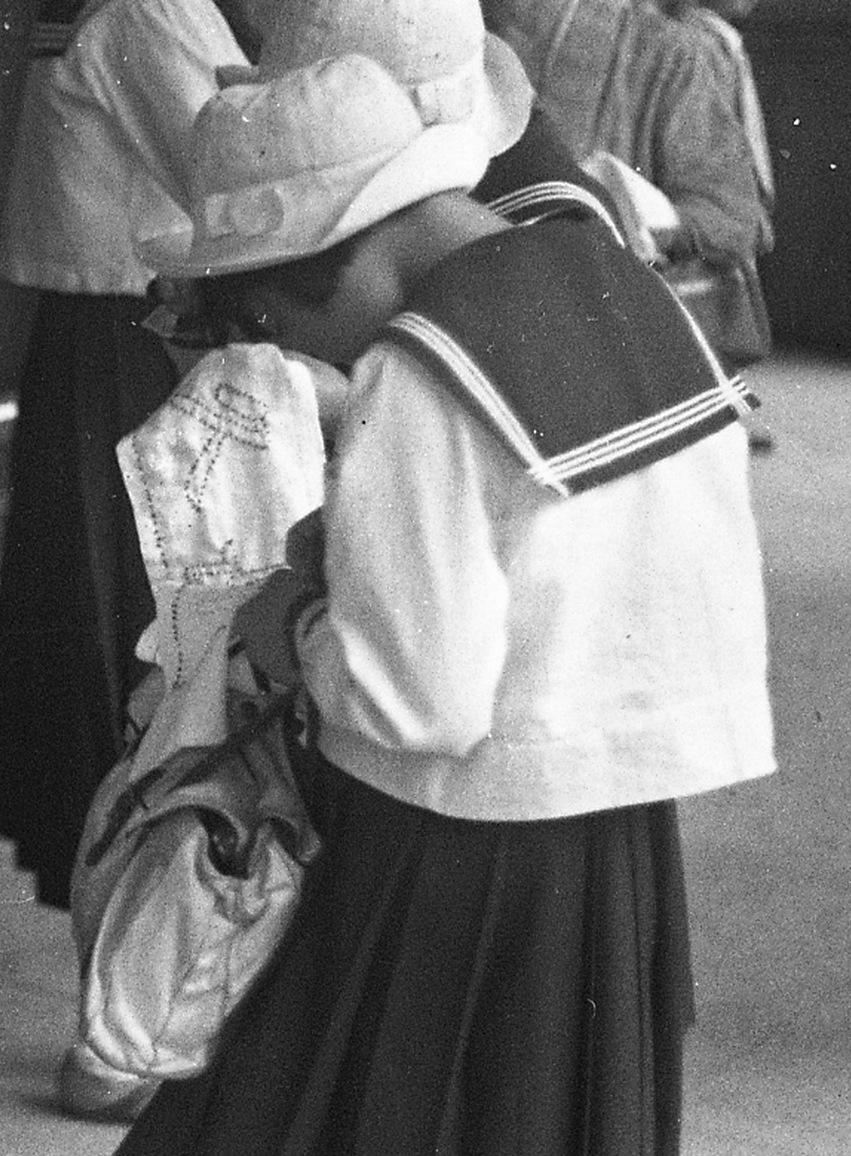
交叉线
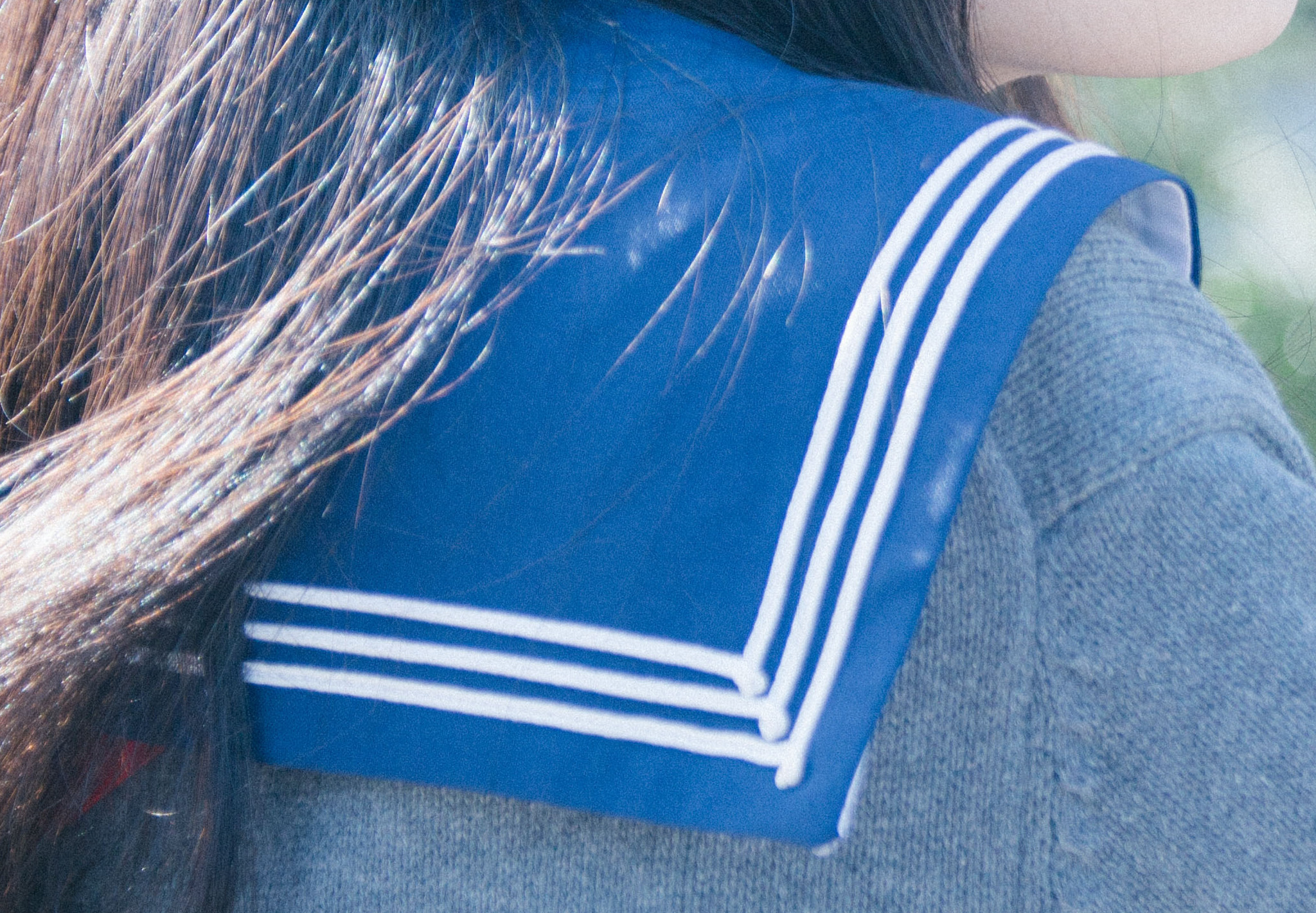
蛇腹线
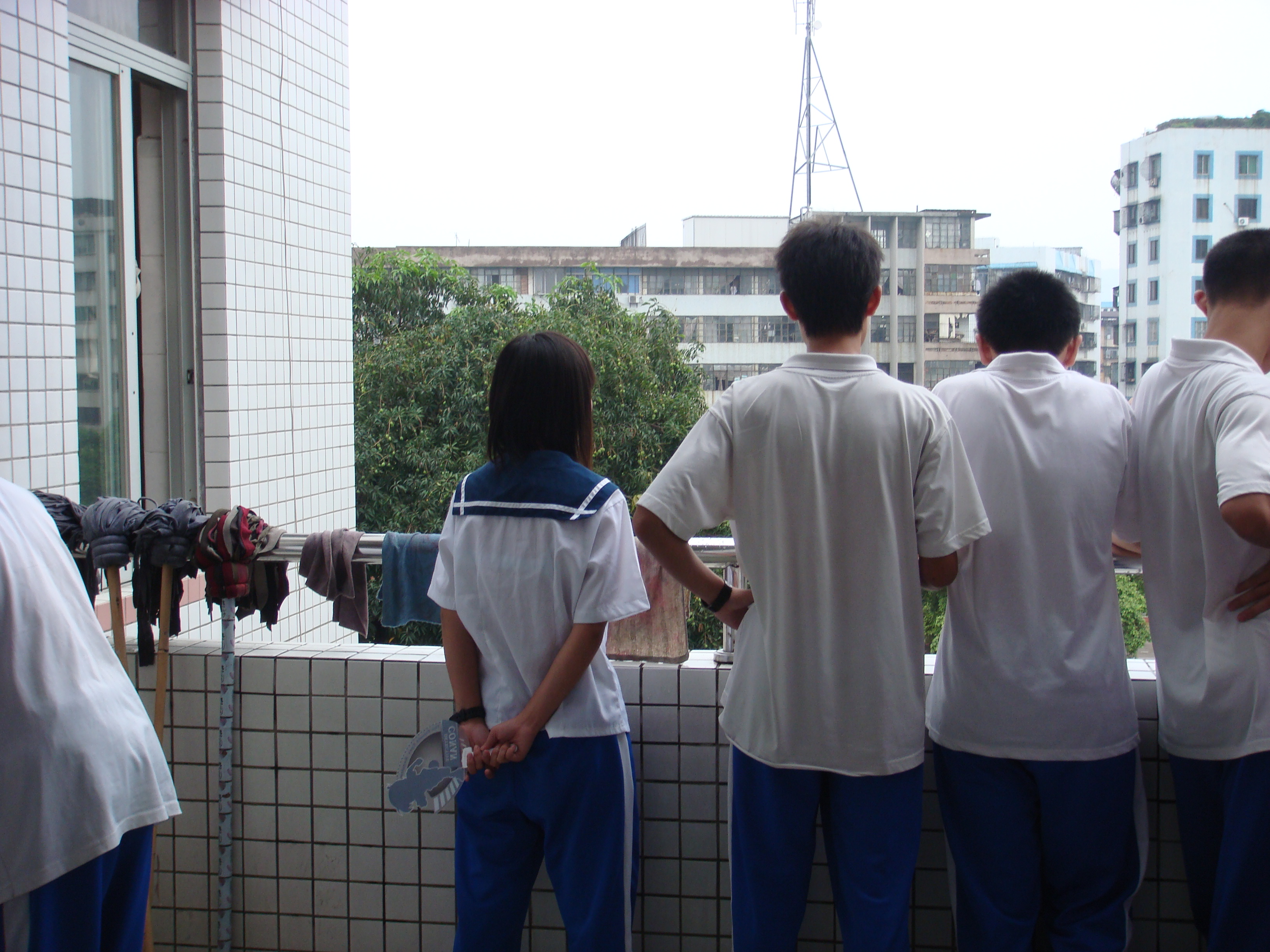
广东肇庆中学的水手领校服，使用一本交叉线。
橘子洲站的两名女性旅客，她们分别是子母交叉线和三本线。

### 配饰
水手领的配饰有领巾、领带、领结等。

## 具有水手领的服饰

### 制服
- 海军军服
  - 美国海军制服（英语：Uniforms of the United States Navy）
  - 英國皇家海軍軍裝（英语：Uniforms of the Royal Navy）
- 日本校服
- 泰国校服（英语：School uniforms in Thailand）
- 香港校服（如新法书院）
- 台湾校服（如敦化國小、萬華國中）
- 20世纪初女子篮球服
- 朝鲜校服

### 非制服
- 水手连衣裙
- 洛丽塔装
- 海军风服装
- 虚拟角色（如绊爱、镜音铃·连）的Cosplay服装

## 图库

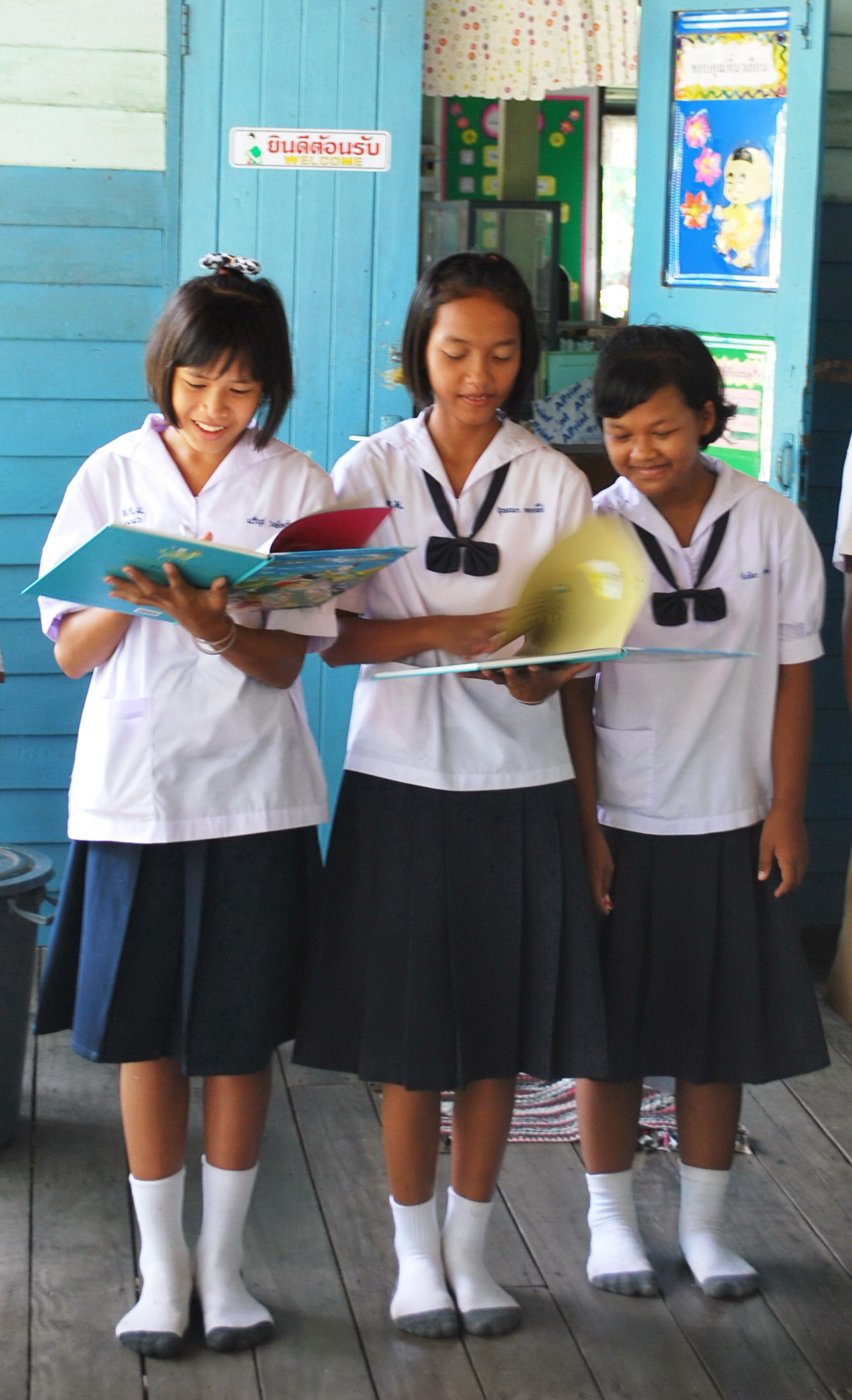
泰国女学生制服
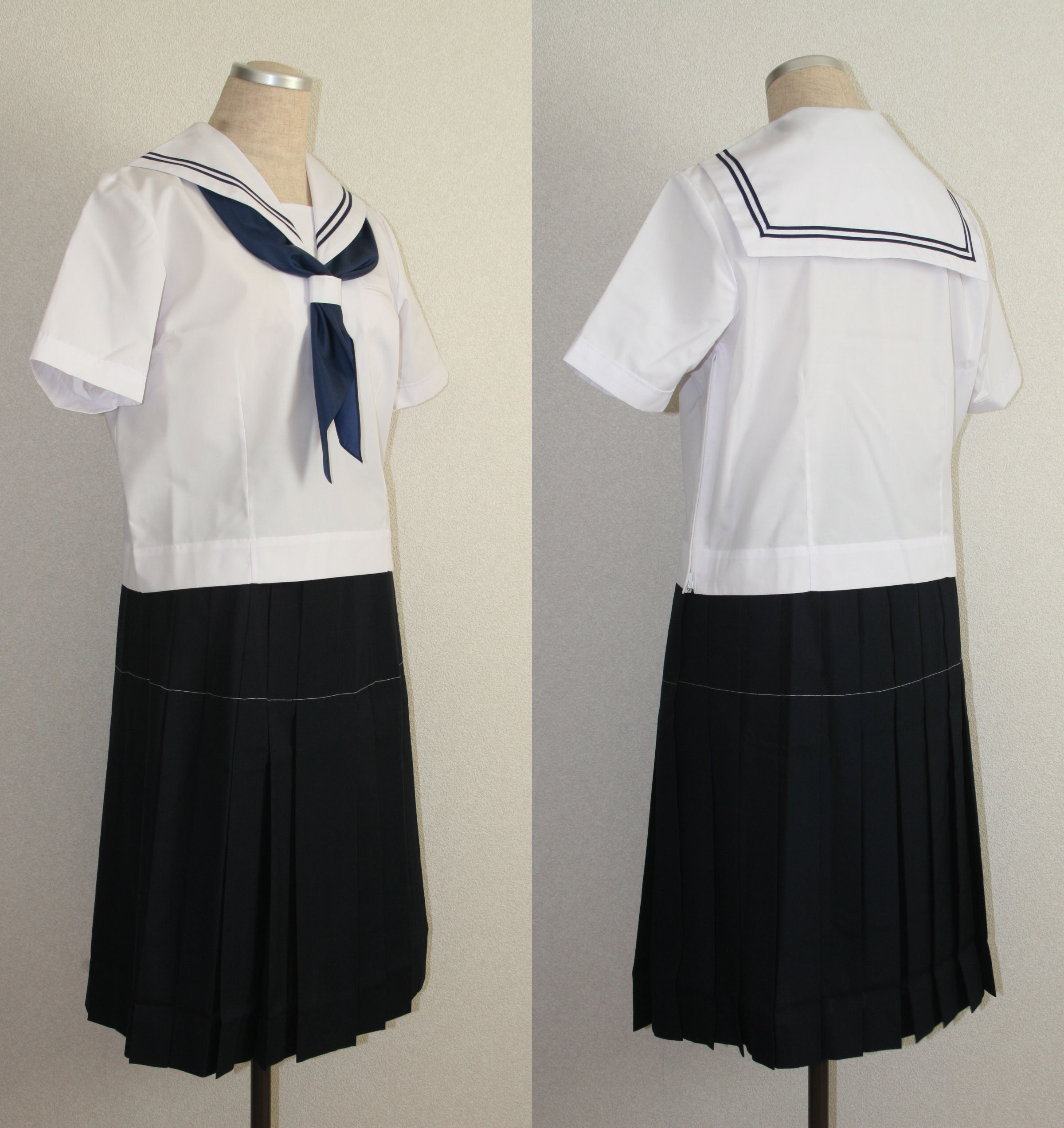
日本女學生制服（夏季）
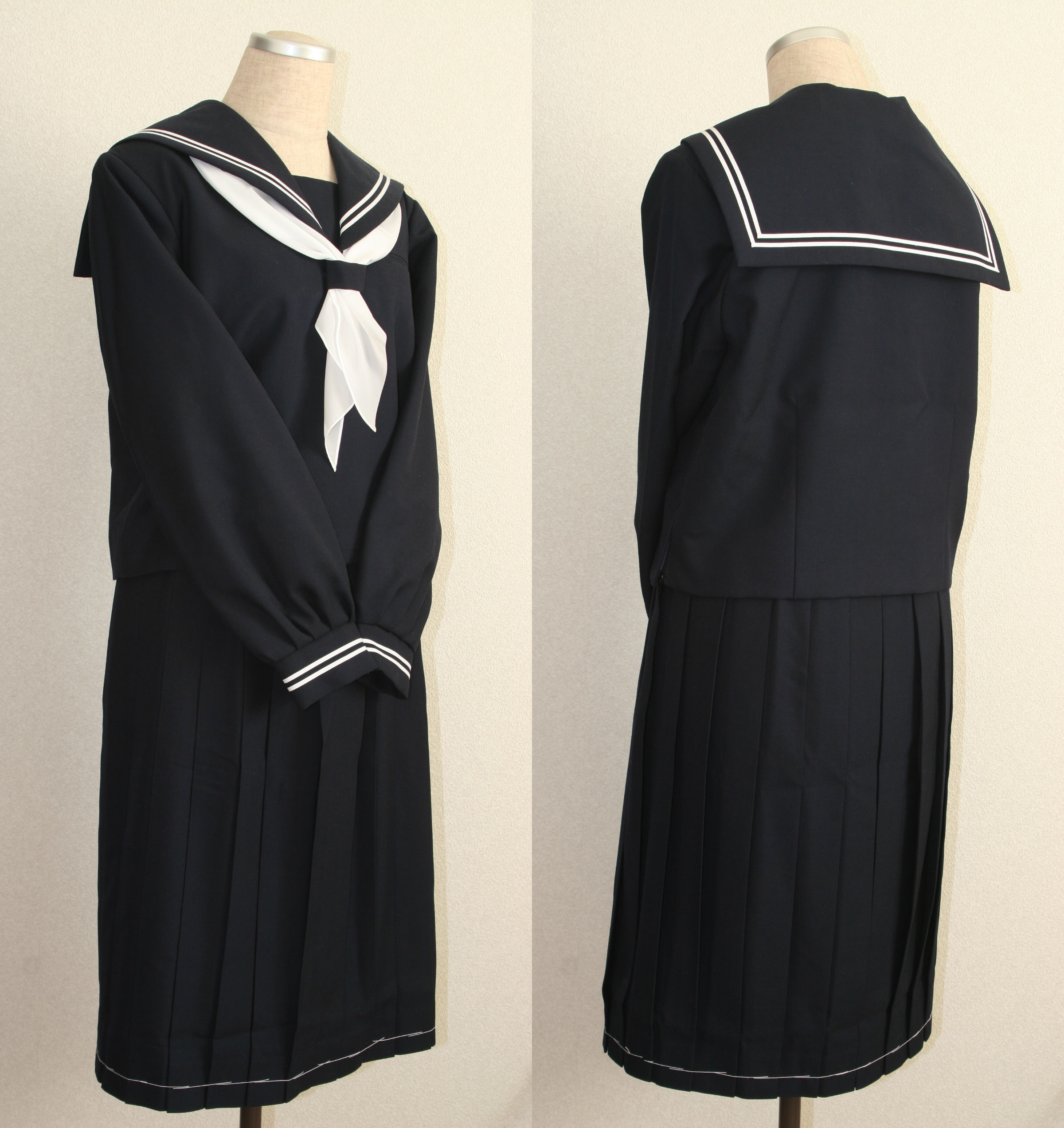
日本女學生制服（冬季）
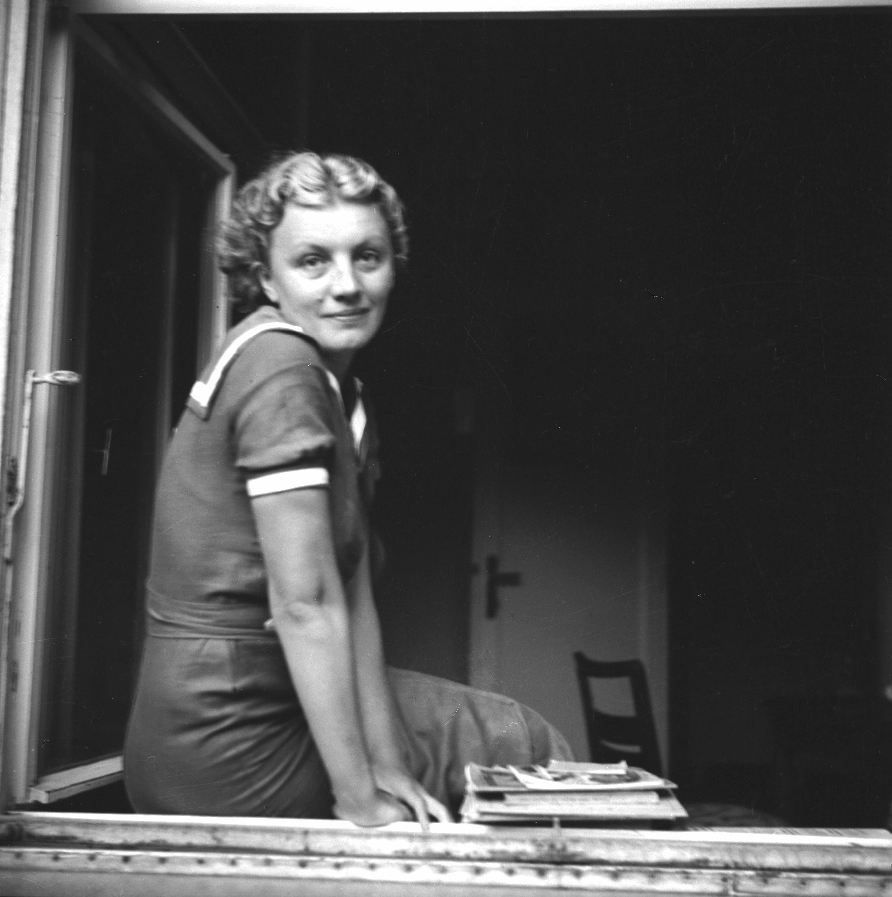
1937年的水手领女装
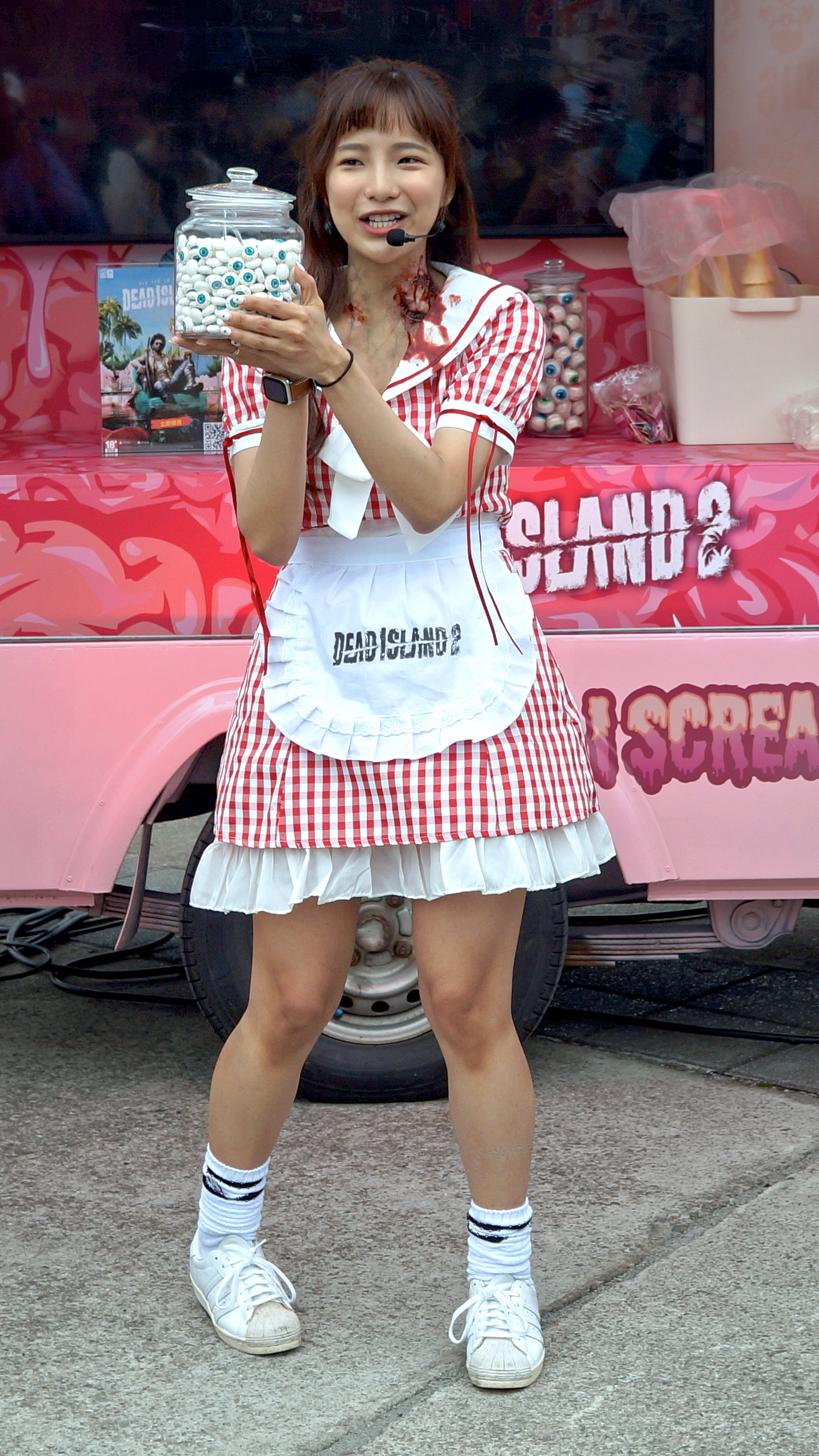
身穿水手领女仆装的贝莉莓
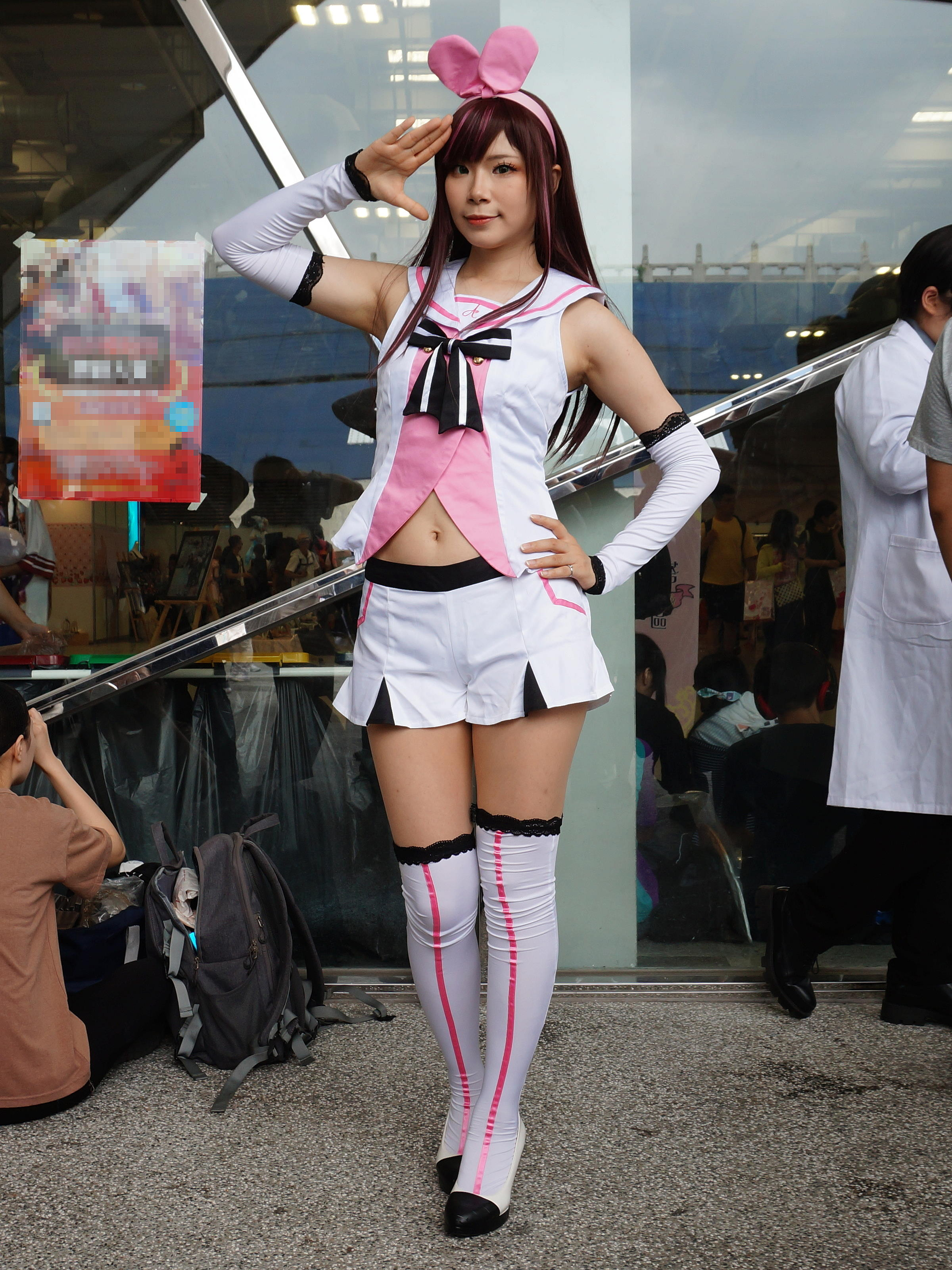
身穿水手领露脐上衣的绊爱Cosplayer
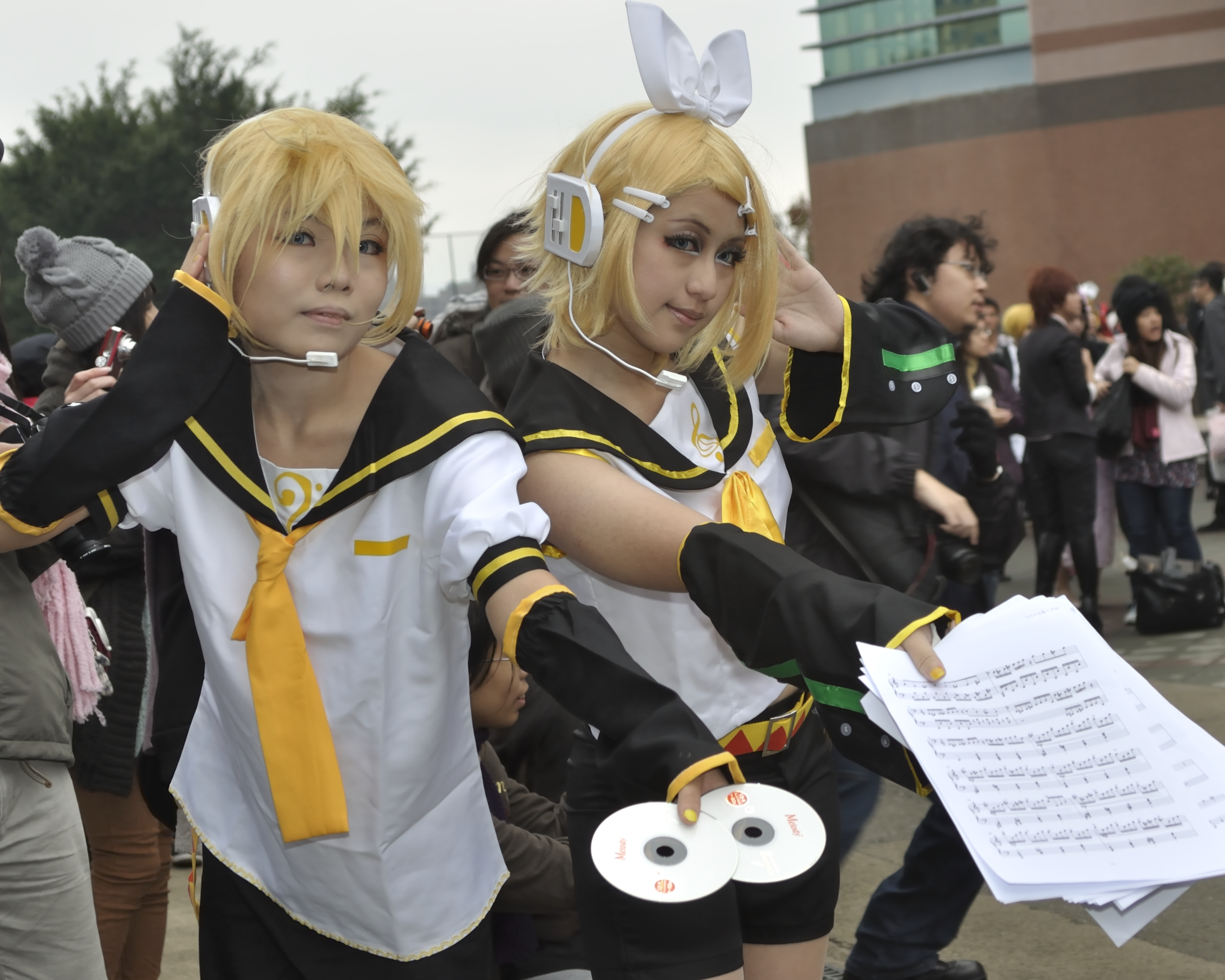
身穿水手领服装的镜音铃·连Cosplayer
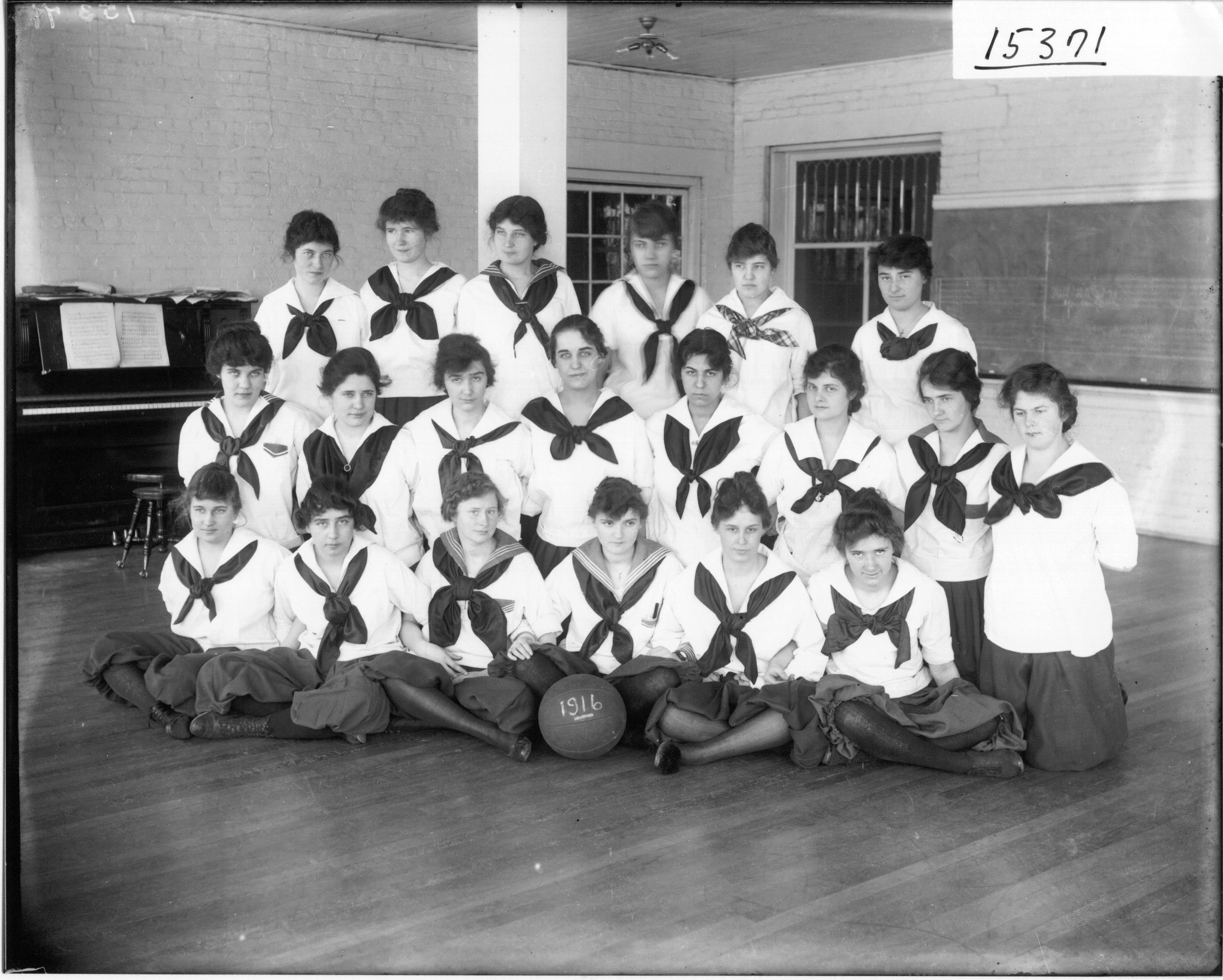
1916年的篮球队队服